# Rococo

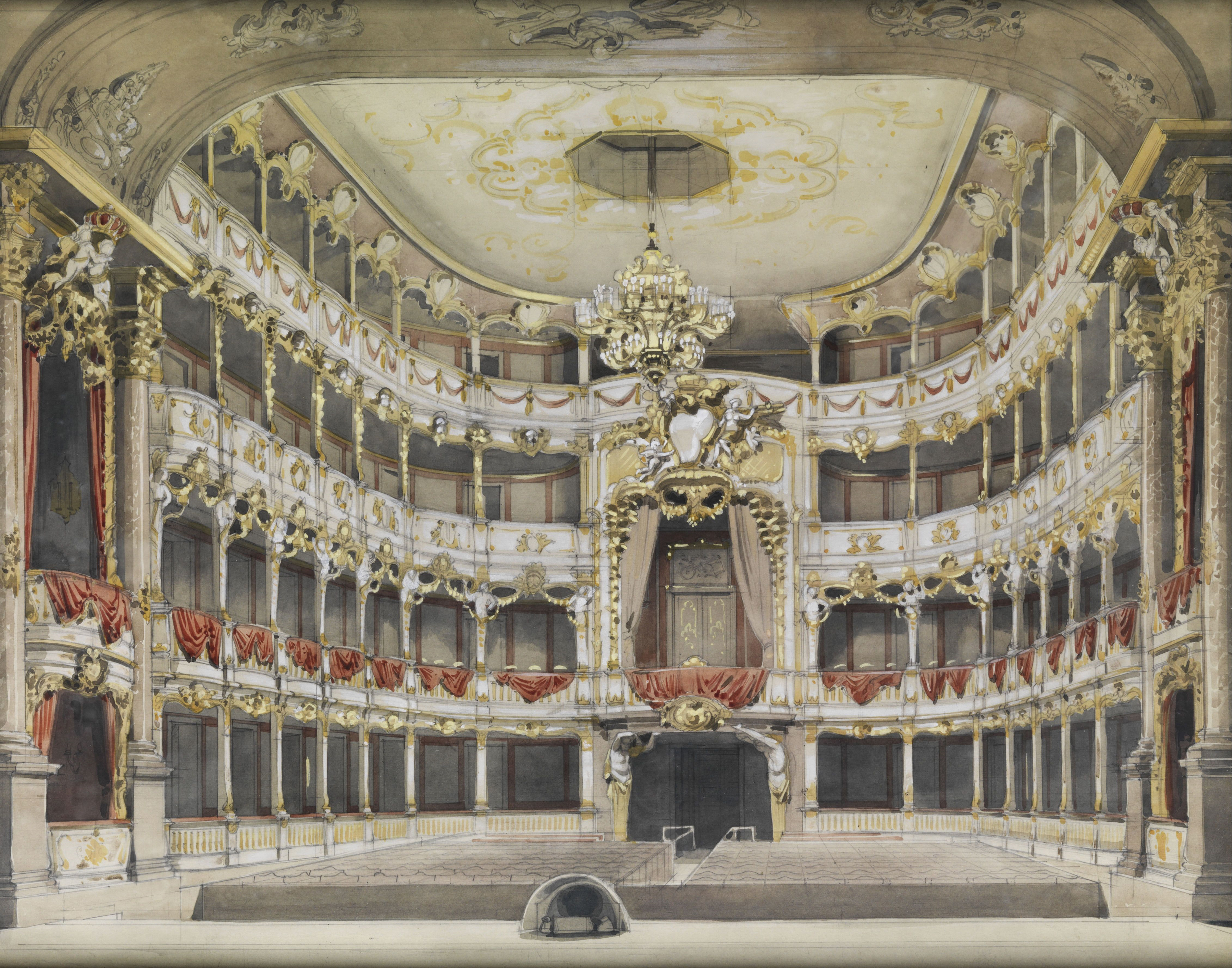
Cuvilliés-theater, Münchener Residenz, 1751-53

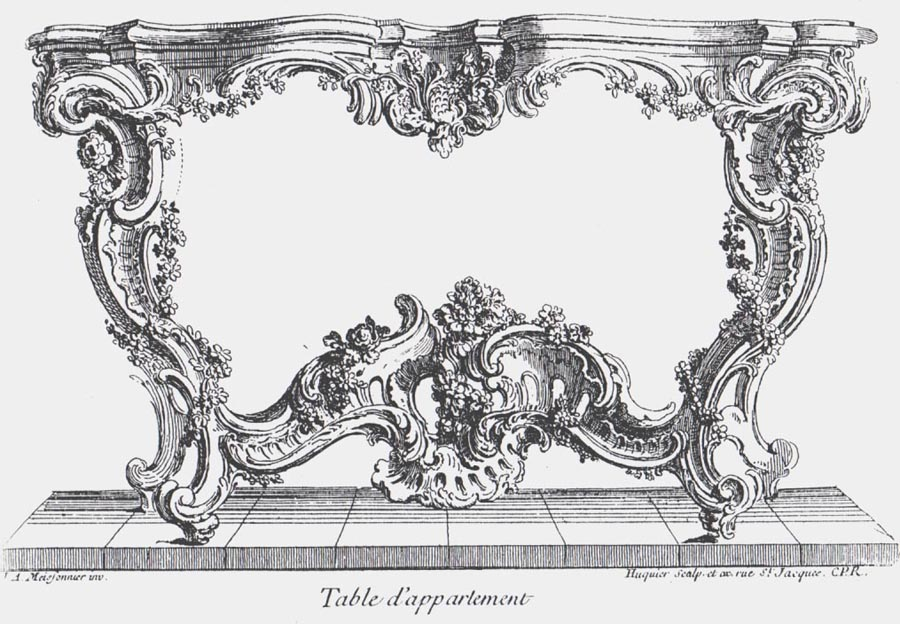
Tafelontwerp, Juste-Aurèle Meissonnier, Parijs, ca 1730

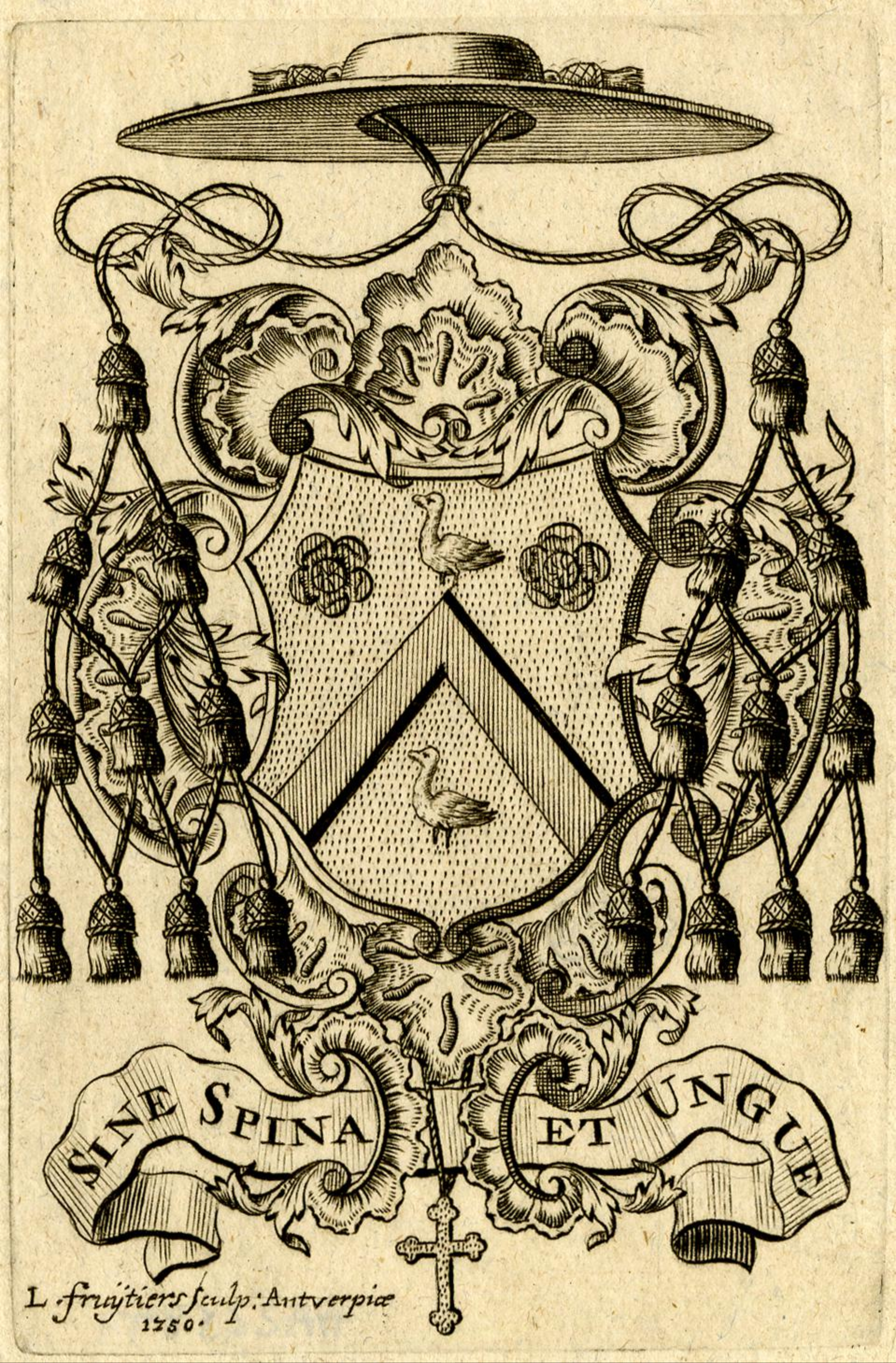
Wapenschild van Mgr. de Gentis, met cartouche in rococo stijl door Lodewijk Joseph Fruytiers.

De rococo is een Europese stijlperiode in de beeldende en toegepaste kunsten, die haar hoogtepunt beleefde tussen 1720 en 1760. De naam is afgeleid van het Franse woord rocaille, een asymmetrisch schelpmotief dat in de 18e-eeuwse barok veel gebruikt werd in met name de toegepaste kunst. Het woord rocaille gaat terug op de Franse woorden roc (rots) en coquilles (schelpen) en geeft aan dat het vooral om een decoratieve stijl gaat.

## Achtergrond
De stijl ontstond in Frankrijk en Italië als reactie op de strenge classicistische barok van rond 1700. De daarop volgende rococostijl, ingeluid door de régence, belichaamde een geraffineerd gevoel voor de kunsten in een samenleving die elegantie, gekunsteldheid en luchthartige geestigheid hoog aansloeg.
Als hoogtepunten van deze stijlperiode kunnen genoemd worden: de luchtig geschilderde taferelen van Watteau, Fragonard, Boucher en Tiepolo, de uitbundige Zuid-Duitse rococokerken, enkele zeer rijk gedecoreerde paleizen in Frankrijk, Duitsland, Oostenrijk en Rusland (sommige met rococotuinen) en de elegante Franse meubels, klokken, serviezen en zilverwerk uit deze periode.

## Schilderkunst
De belangrijkste schilders uit de tijd van de rococo kwamen uit Frankrijk: Jean Antoine Watteau, Jean-Honoré Fragonard, François Boucher, Maurice Quentin de La Tour, Élisabeth Vigée-Le Brun en de broers Charles-André en Jean-Baptiste van Loo, en diens zonen Louis-Michel en Charles-Amédée-Philippe (allen nakomelingen van de Nederlandse schilder Jacob van Loo). Daarnaast kunnen genoemd worden de Italianen Rosalba Carriera, Francesco Guardi, Giambattista Tiepolo en Canaletto en de Zweed Gustaf Lundberg. In het prinsbisdom Luik was Pierre-Michel de Lovinfosse een gevierd schilder. In Nederland gelden Cornelis Troost en Jacob de Wit als rococoschilders van naam. De laatste schilderde vooral zaaldecoraties en plafondschilderingen. Vreemd genoeg waren er in deze tijd weinig schilders van naam in Zuid-Duitsland en Oostenrijk, waar de rococo-architectuur hoogtij vierde. De uit Beieren afkomstige Johann Adam Schöpf werkte als hofschilder van de Keulse keurvorst Clemens August in de omgeving van Bonn. In Nederland beschilderde hij het interieur van de Sint-Gerlachuskerk in Houthem.

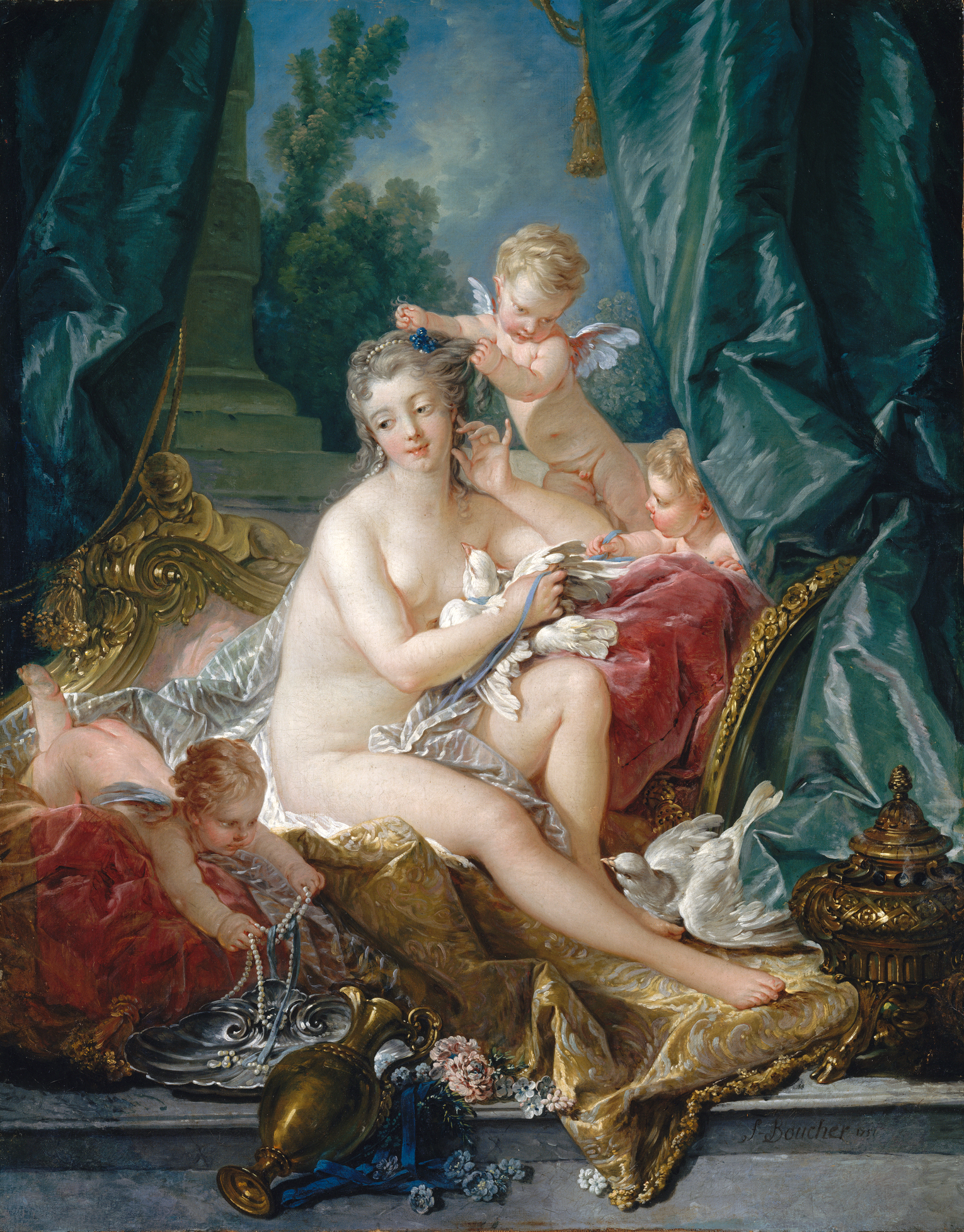
Boucher: Venus maakt haar toilet, 1751
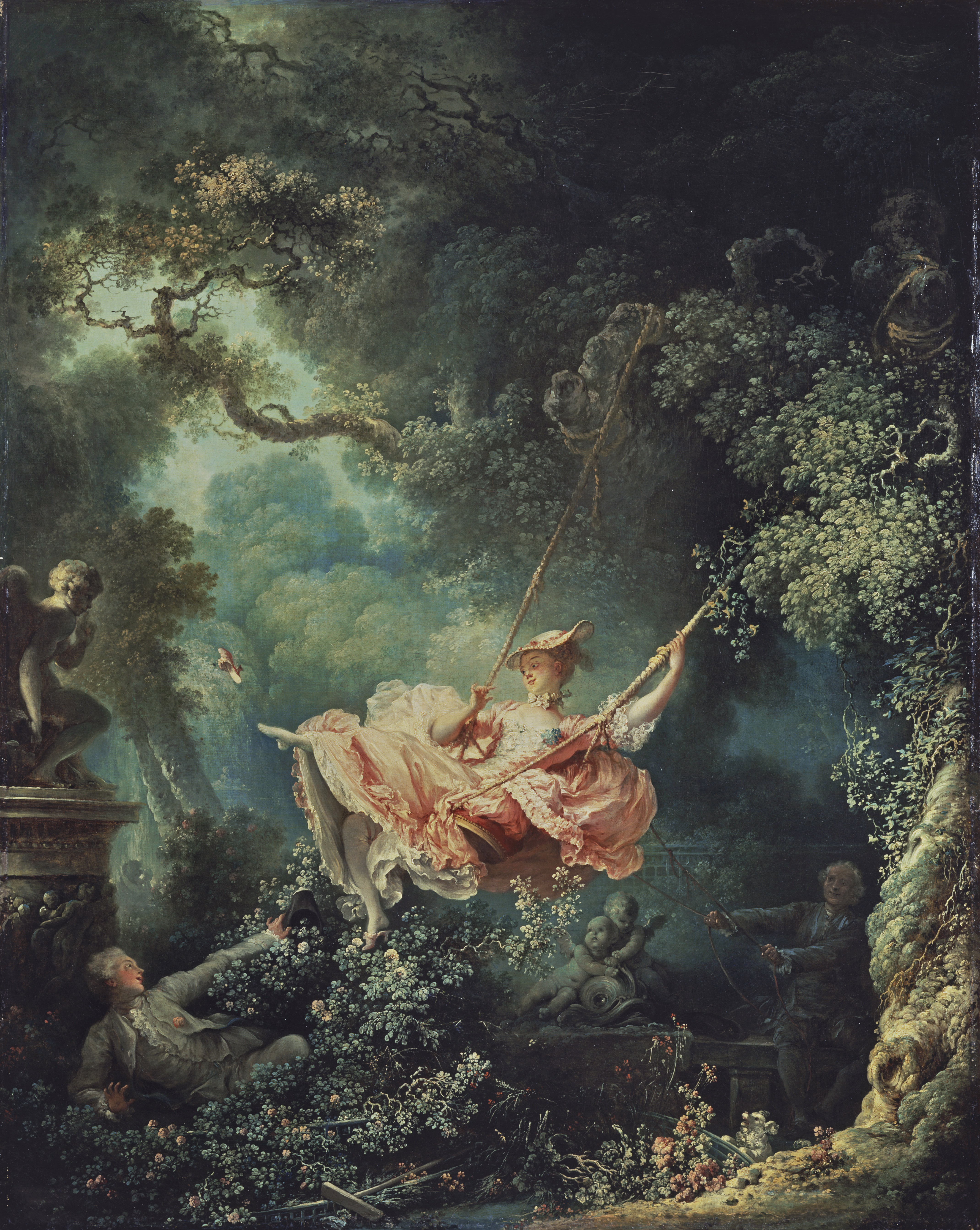
Fragonard: De schommel, 1767
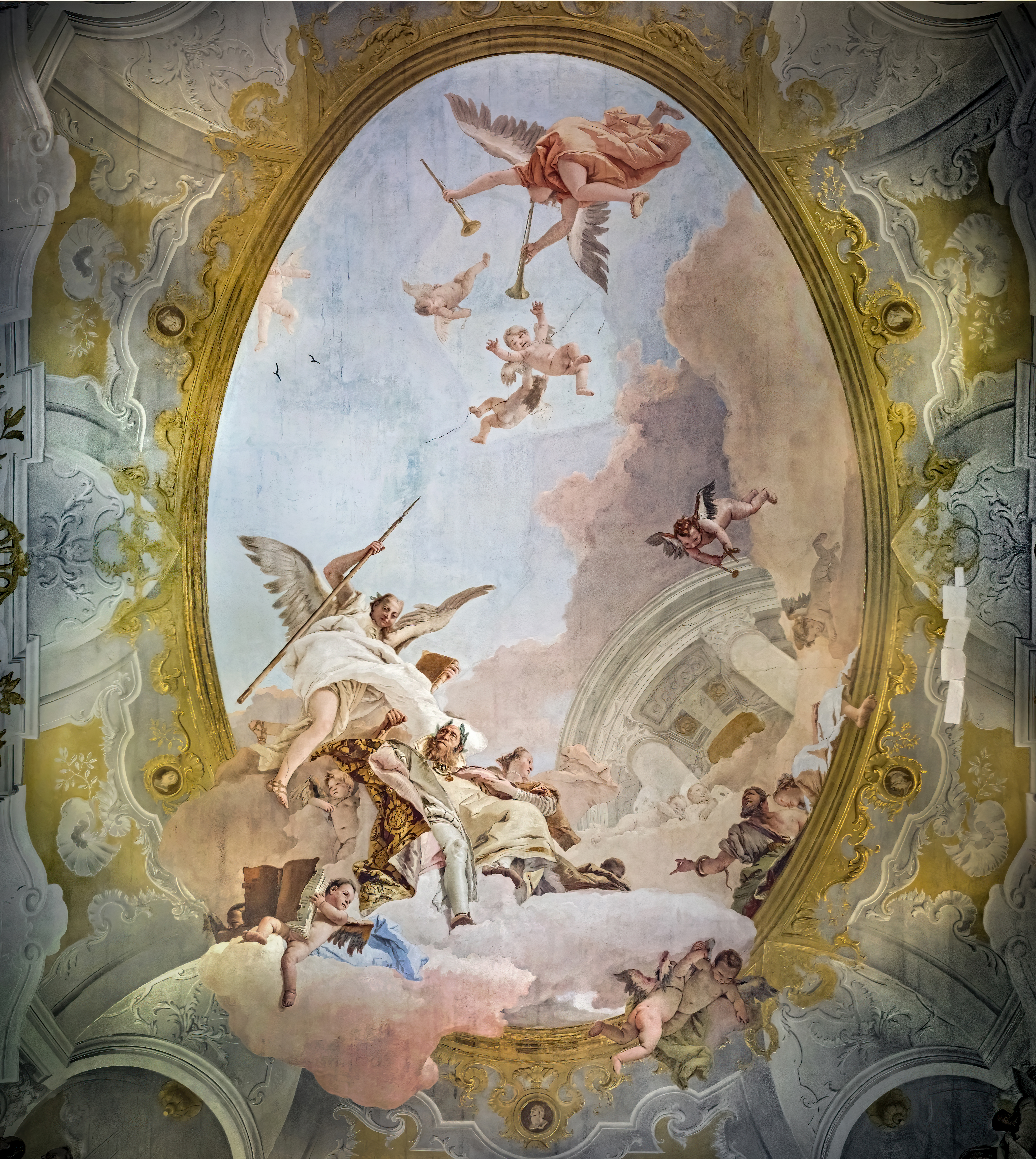
Tiepolo: Plafondschildering, Ca' Rezzonico, Venetië, 1757

## Beeldhouwkunst
De beeldhouwer Étienne-Maurice Falconet wordt gezien als de belangrijkste vertegenwoordiger van het Franse rococo. Falconet was tevens directeur van de beroemde porseleinfabriek van Sèvres. Favoriete onderwerpen voor sculpturen waren liefde en vrolijkheid, evenals thema's ontleend aan de natuur en de mythologie. Een voorbeeld hiervan is de Cupido van Edmé Bouchardon, die zijn liefdespijlen snijdt uit het hout van de knuppel van Hercules. Andere belangrijke beeldhouwers uit deze periode waren vader en zoon Jean-Louis en Jean-Baptiste Lemoyne, Louis-Simon Boizot en Jean-Baptiste Pigalle.

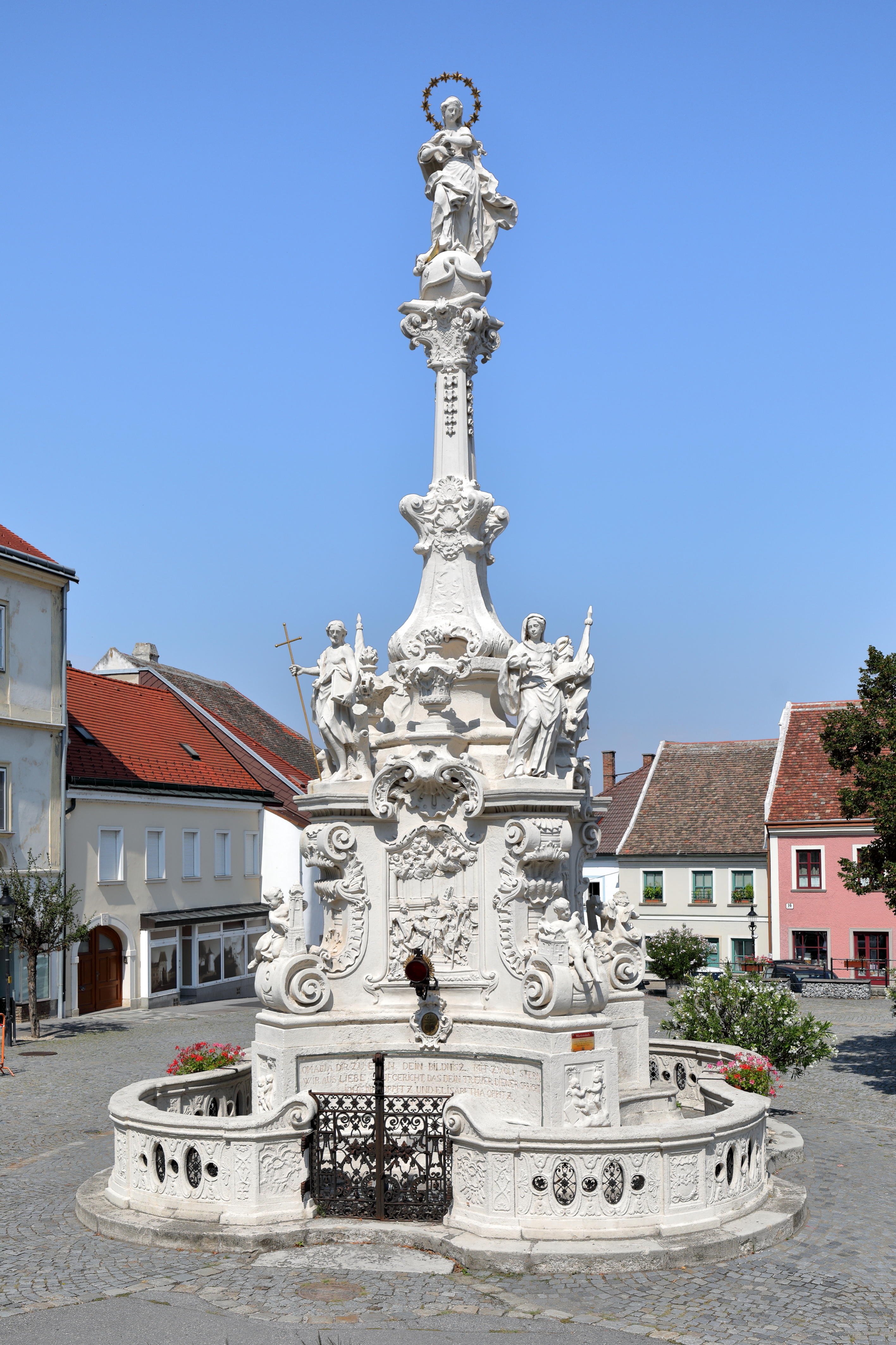
Mariazuil, Hainburg aan de Donau, 1749
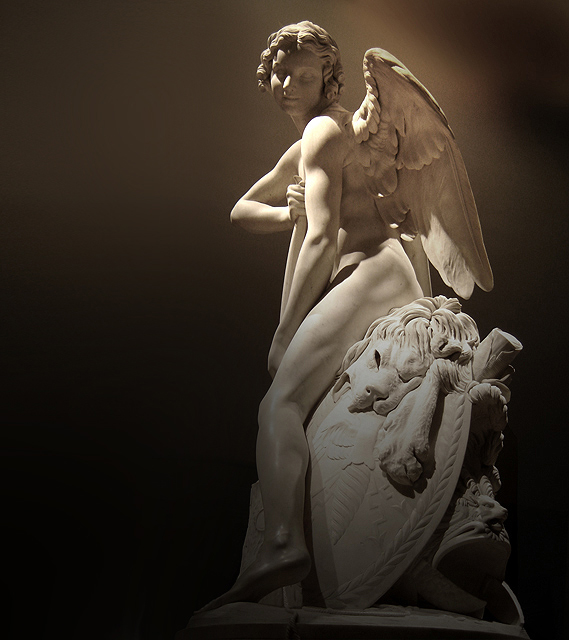
Bouchardon: Cupido en Hercules, 1750
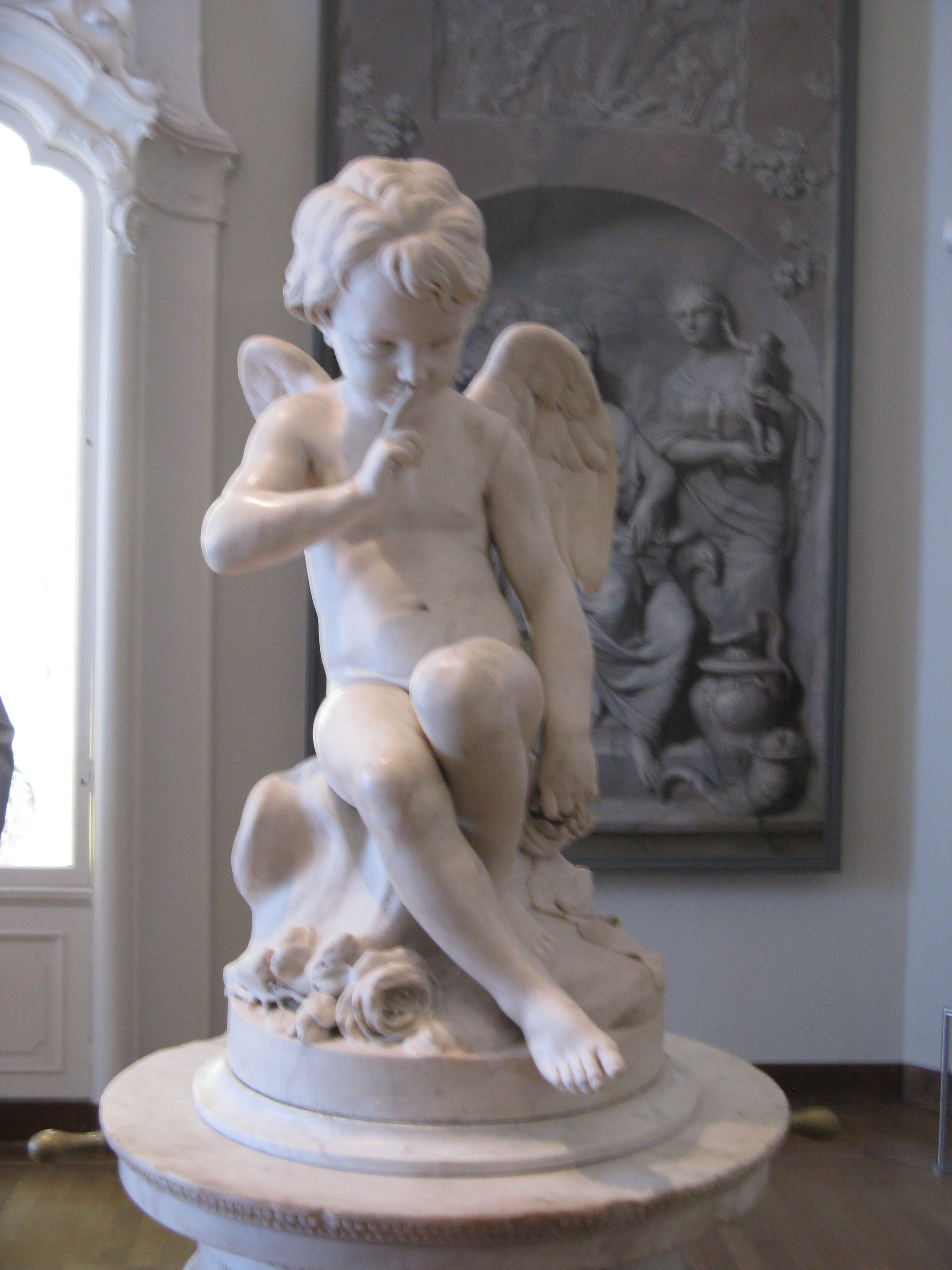
Falconet: Dreigende Cupido, 1757
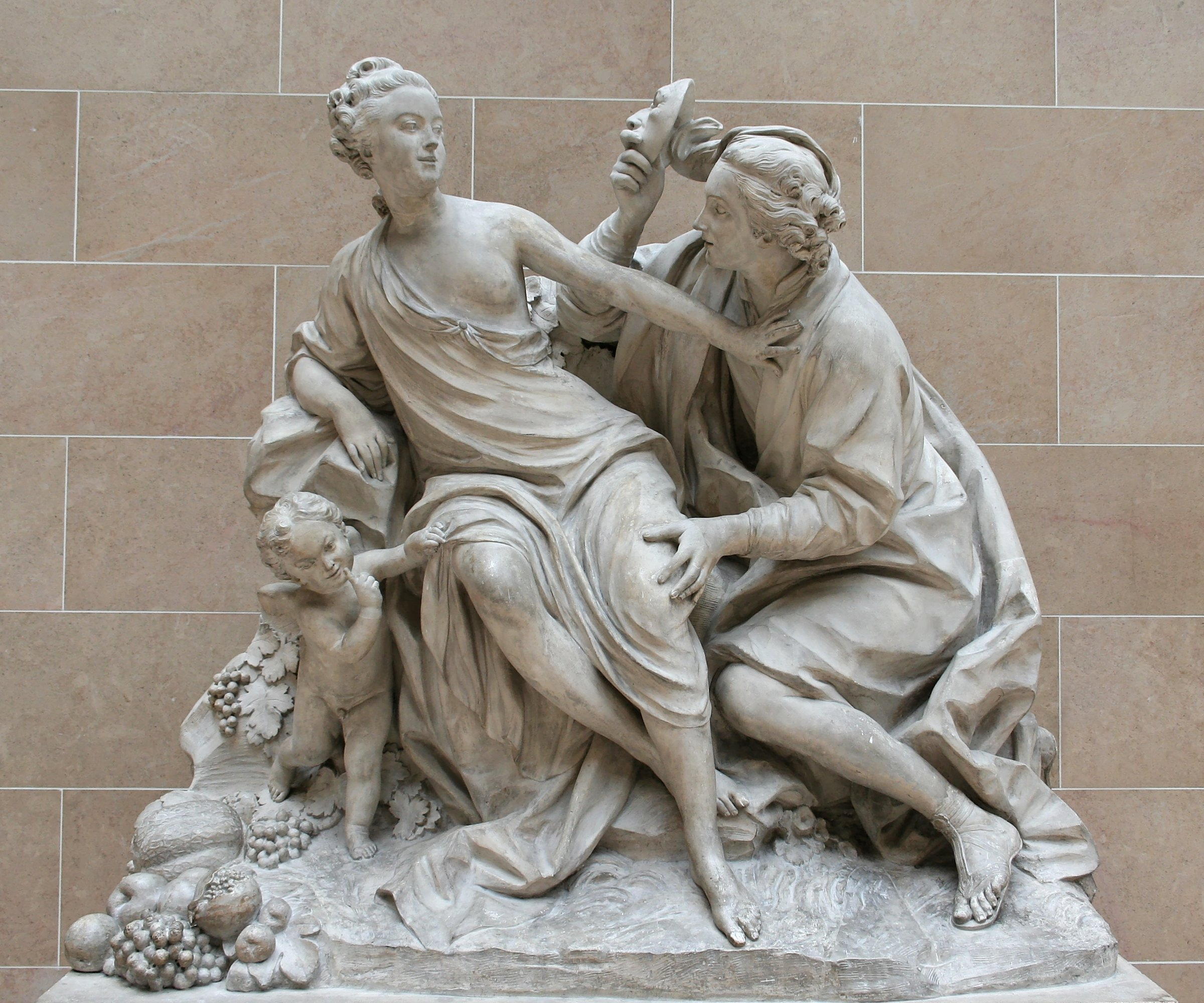
Lemoyne: Vertumnus en Pomona, 1760

## Architectuur

### Frankrijk, Zuid-Europa
In Frankrijk kunnen delen van het interieur van het Paleis van Versailles tot de stijl van het rococo gerekend worden. In Parijs zijn het interieur van het Hôtel de Soubise en van het Hôtel de Lassay, de zetel van de Nationale Vergadering, in rococostijl ingericht. Ook elders in Frankrijk kwam de stijl vooral tot uiting in de inwendige decoratie van adellijke paleizen. In Italië waren de belangrijkste rococo-architecten Guarino Guarini en Filippo Juvara, die beiden in Messina en Turijn werkten. Juvara ontwierp in Turijn enkele kerken, het Stupinigi Paleis en het Palazzo Madama, en verhuisde daarna naar Madrid, waar hij onder andere het Koninklijk Paleis van La Granja de San Ildefonso bouwde en het Koninklijk Paleis van Aranjuez voltooide. Het Paleis van Queluz in de buurt van Lissabon is het belangrijkste rococo-bouwwerk in Portugal.

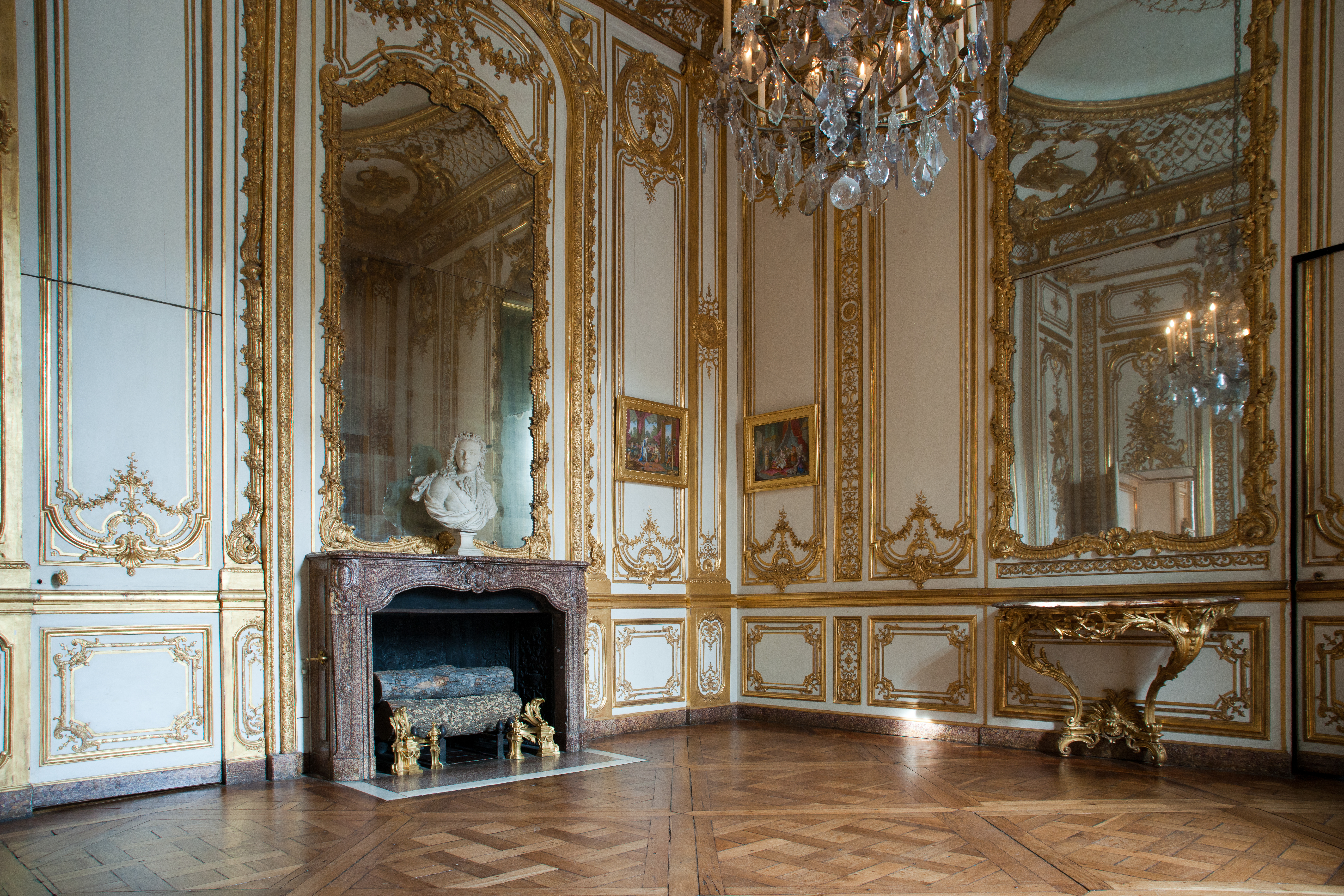
Petit appartement du roi, Versailles, 1740
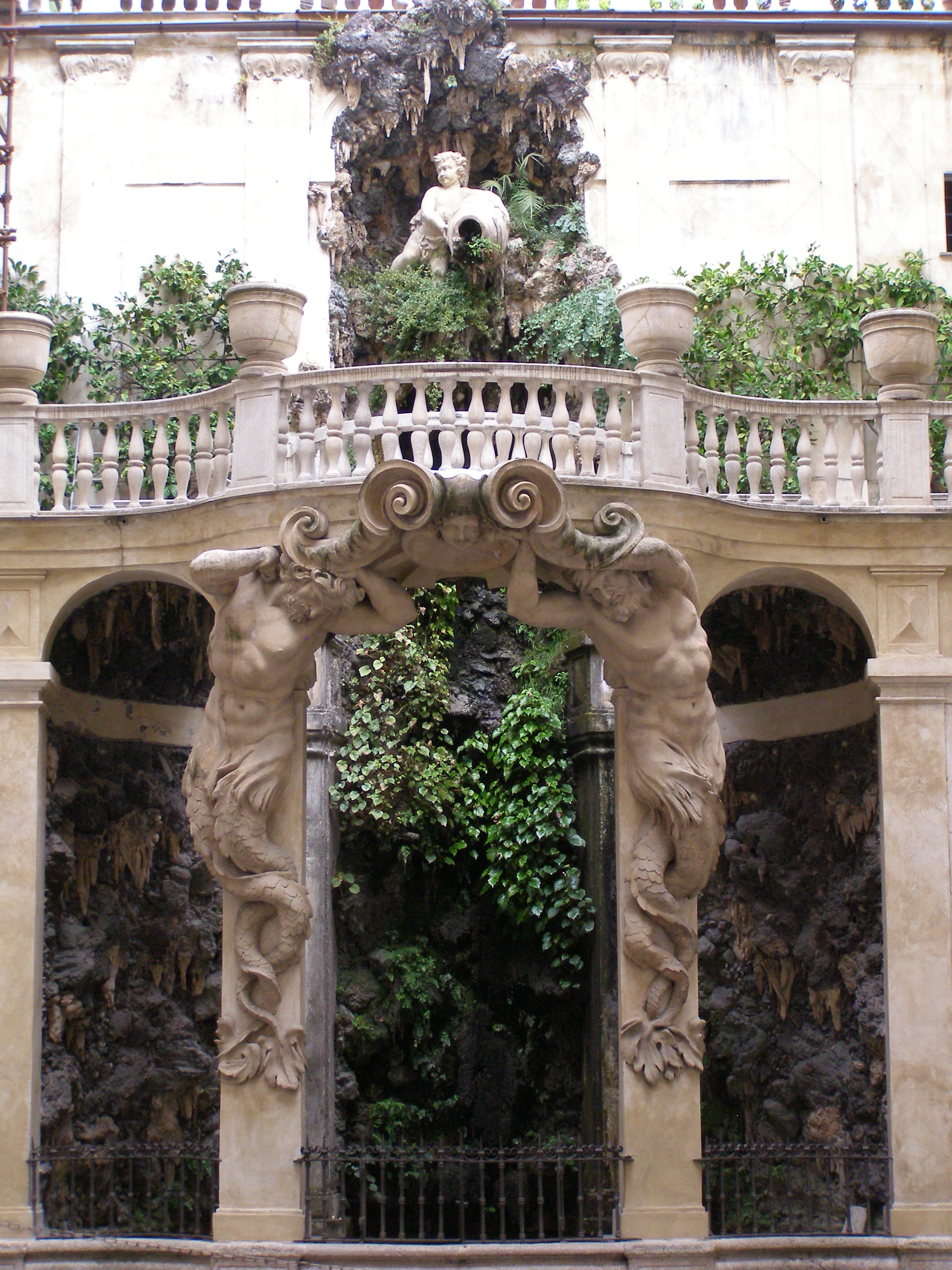
Beeldhouwwerk Palazzo Podesta, Genua, ca.1750
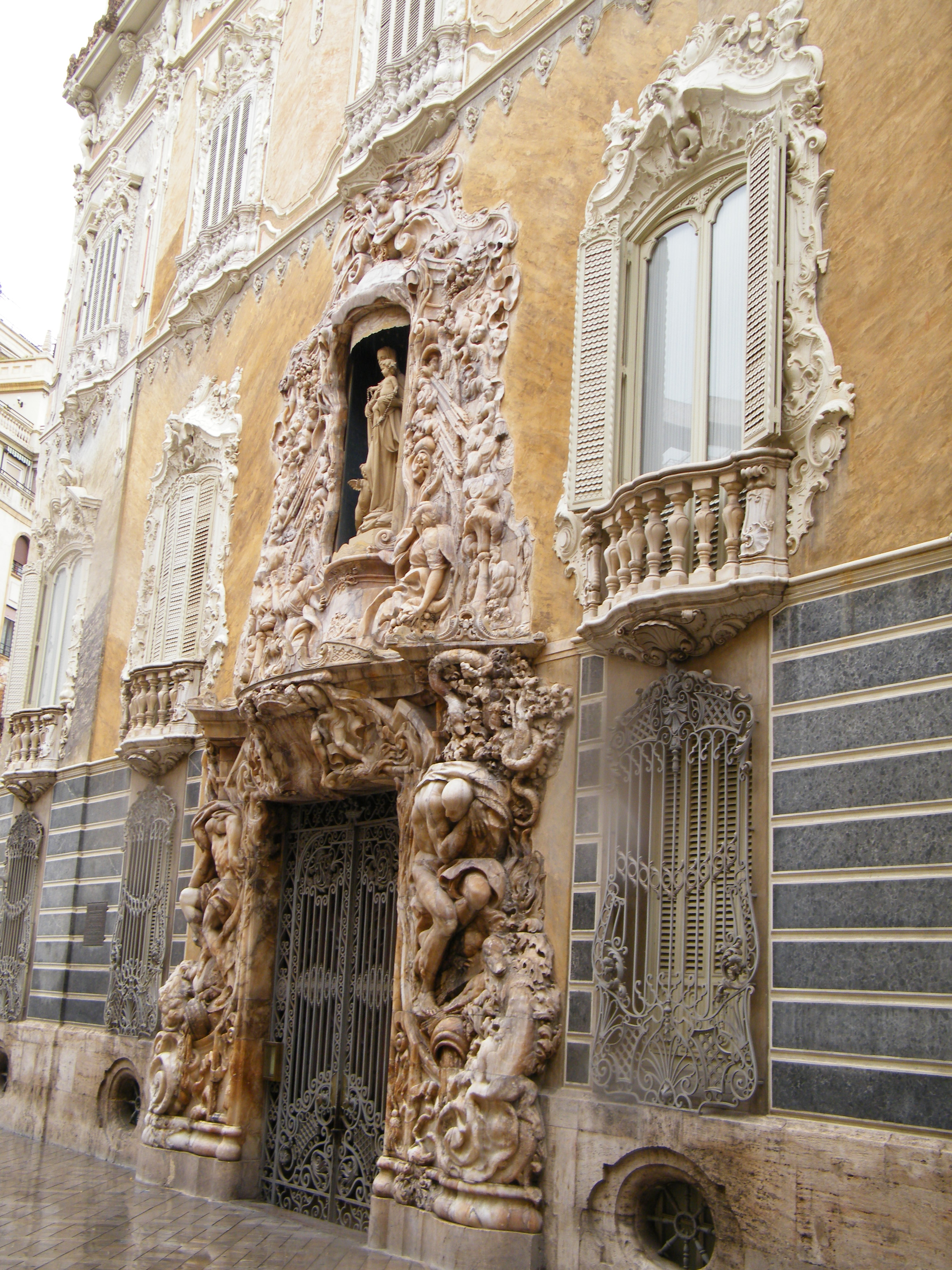
Palau del Marqués de Dos Aigües, Valencia, 1740-50
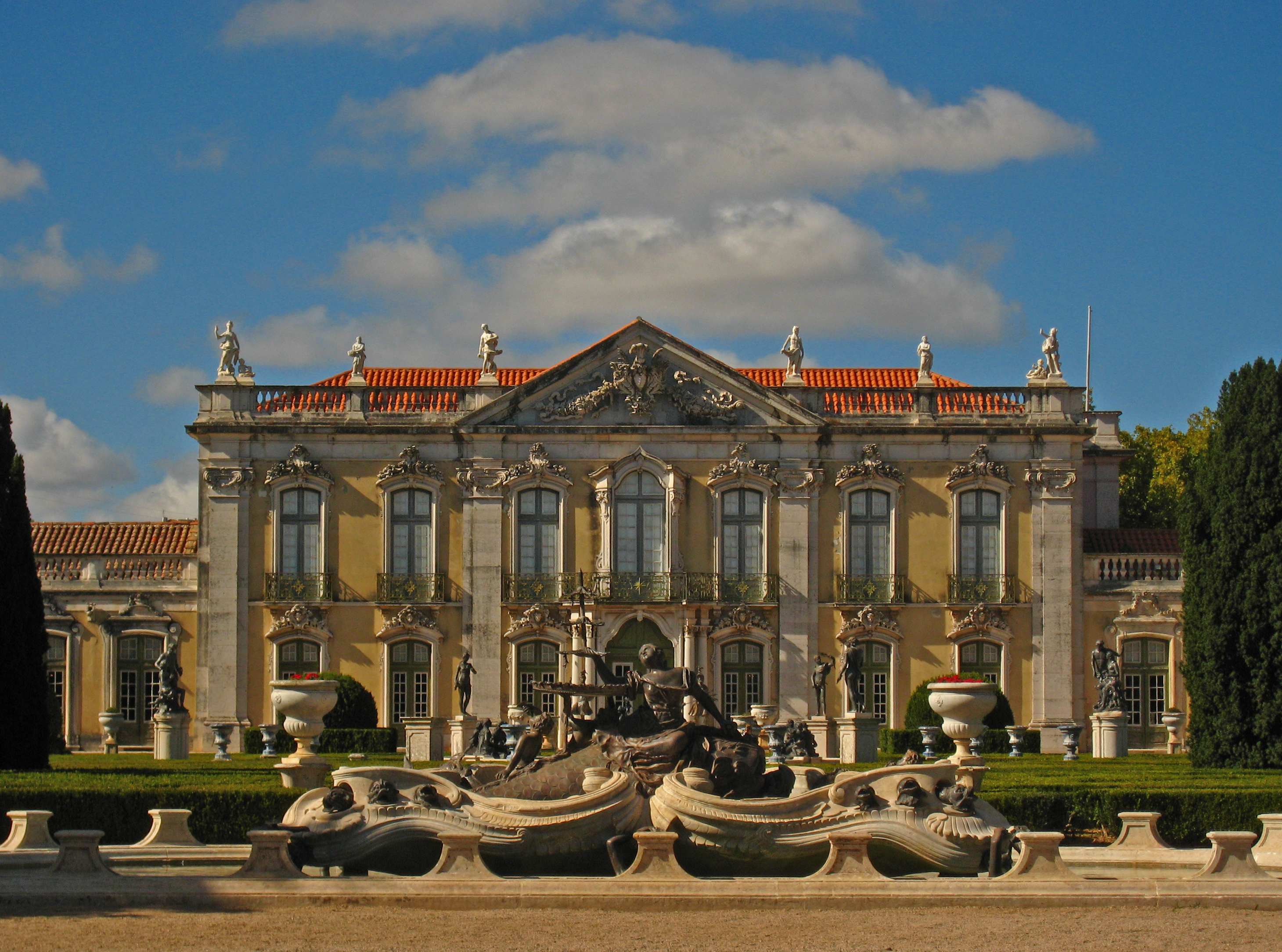
Paleis van Queluz, Lissabon, vanaf 1747

### België en Nederland
In België en Nederland zijn relatief weinig rococobouwwerken te vinden. De weinige gebouwen in deze stijl die er zijn, verwijzen eerder naar de Franse dan naar de Duitse rococomode. Ook de meeste uitbundige 18e-eeuwse barokinterieurs van Belgische en Nederlandse kerken (bijvoorbeeld de Abdijkerk van Grimbergen, de Sint-Nicolaaskerk in Eupen, de Sint-Gerlachuskerk in Houthem en de Oud-Katholieke Kerk in Den Haag) komen niet in de buurt van de Zuid-Duitse rococo-kerkinterieurs. Wel vonden hier te lande de Franse régence- en Lodewijk XV-stijlen navolging bij de bouw van burgerhuizen, vooral in Brussel, Gent, Antwerpen, Luik, Maastricht, Den Haag en Amsterdam. Meestal gebeurde dit in afgezwakte vorm, waarbij rococo- of Lodewijk XV-elementen werden opgenomen in een gevelbekroning of trappartij van een gebouw dat verder weinig rococokenmerken vertoont. Bij de binnenhuisarchitectuur en de tuin- en landschapsarchitectuur was het Franse rococo wel toonaangevend.
In Gent bouwde de architect David 't Kindt onder andere de hôtels Huis van Oombergen (thans Koninklijke Academie voor Nederlandse Taal- en Letterkunde) en De Coninck (thans Design Museum Gent). Het Stadhuis van Lier van Jan Pieter van Baurscheidt de Jonge wordt eveneens tot de Lodewijk XV-stijl gerekend. Sommige details van gebouwen doen aan pure rococo denken, zoals de versieringen in het timpaan van het Huis de Lalaing in Oudenaarde. In Zottegem bevindt zich het rococopand Huis De Katholieke Kring. In Attre bevindt zich het kasteel van Attre met weelderige rococointerieurs. In Hamal en Heks zijn dan weer Limburgse rococointerieurs te bezichtigen. 
Het Huis Willet-Holthuysen in Amsterdam is gevestigd in een grachtenhuis met rococodecoraties. Ook elders in de Gouden Bocht staan panden in Lodewijk XV-stijl. Aan de Keizersgracht stond tot eind 19e eeuw een huis met een rijk rococo-interieur, waarvan een zaalbetimmering ligt opgeslagen in het Stedelijk Museum. Een Maastrichtse zaalbetimmering (van het Huis Vilain XIIII) is ingebouwd in het Museum aan het Vrijthof. De rococobibliotheek van de Abdij Rolduc van de Akense bouwmeester Joseph Moretti is wellicht het beste voorbeeld van de stijl in Nederland.

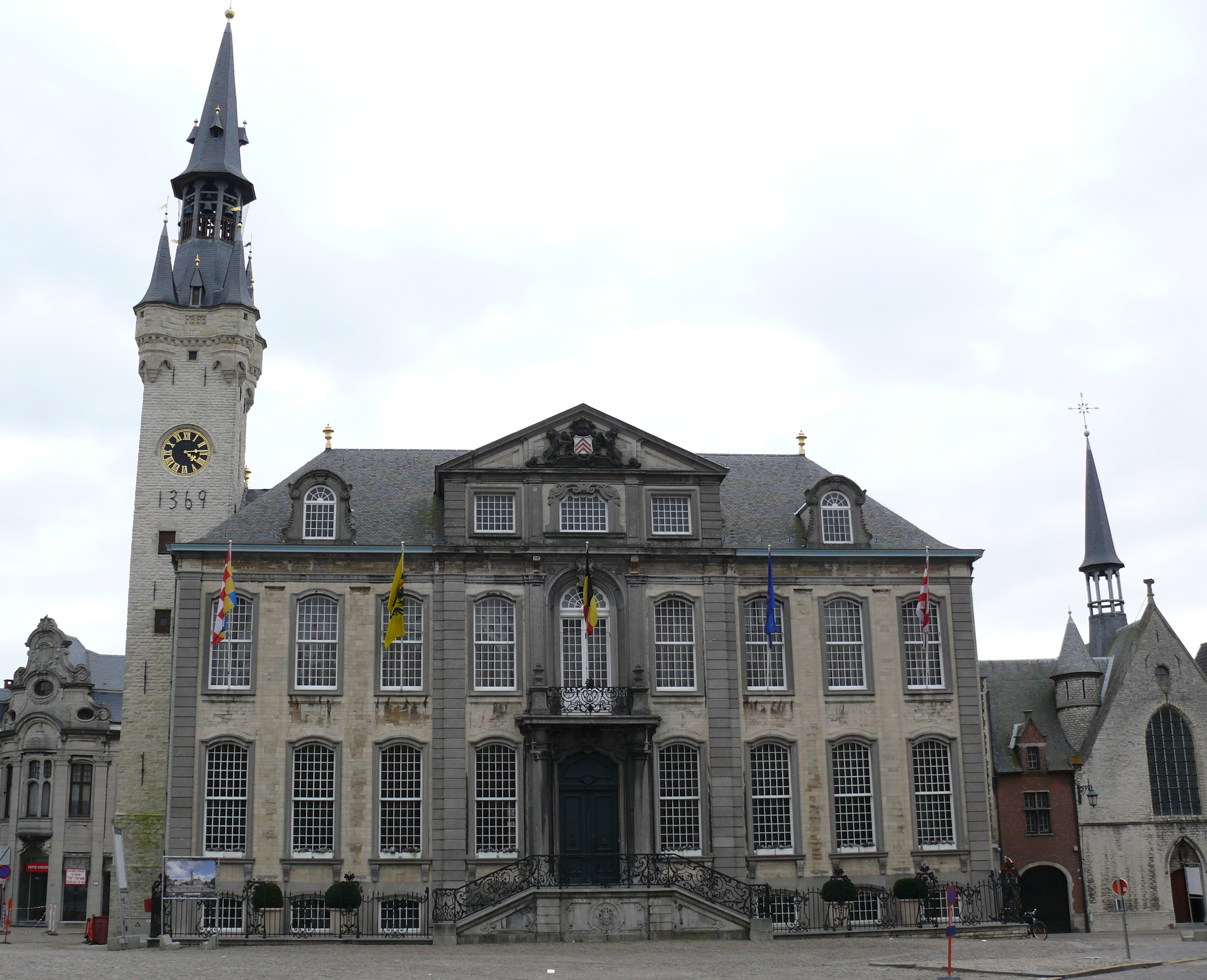
Stadhuis van Lier, 1742
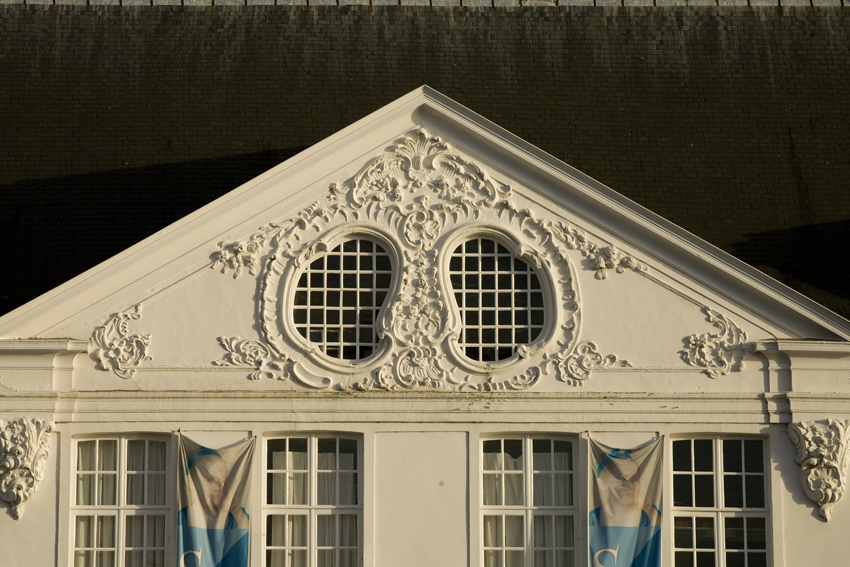
Huis de Lalaing, Oudenaarde, 18e eeuw
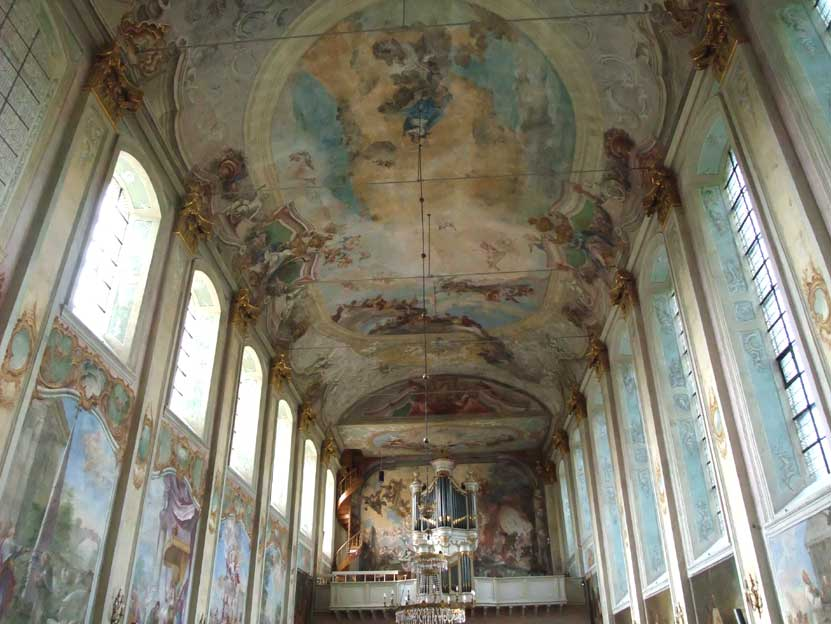
Sint-Gerlachuskerk, Houthem, ca. 1750
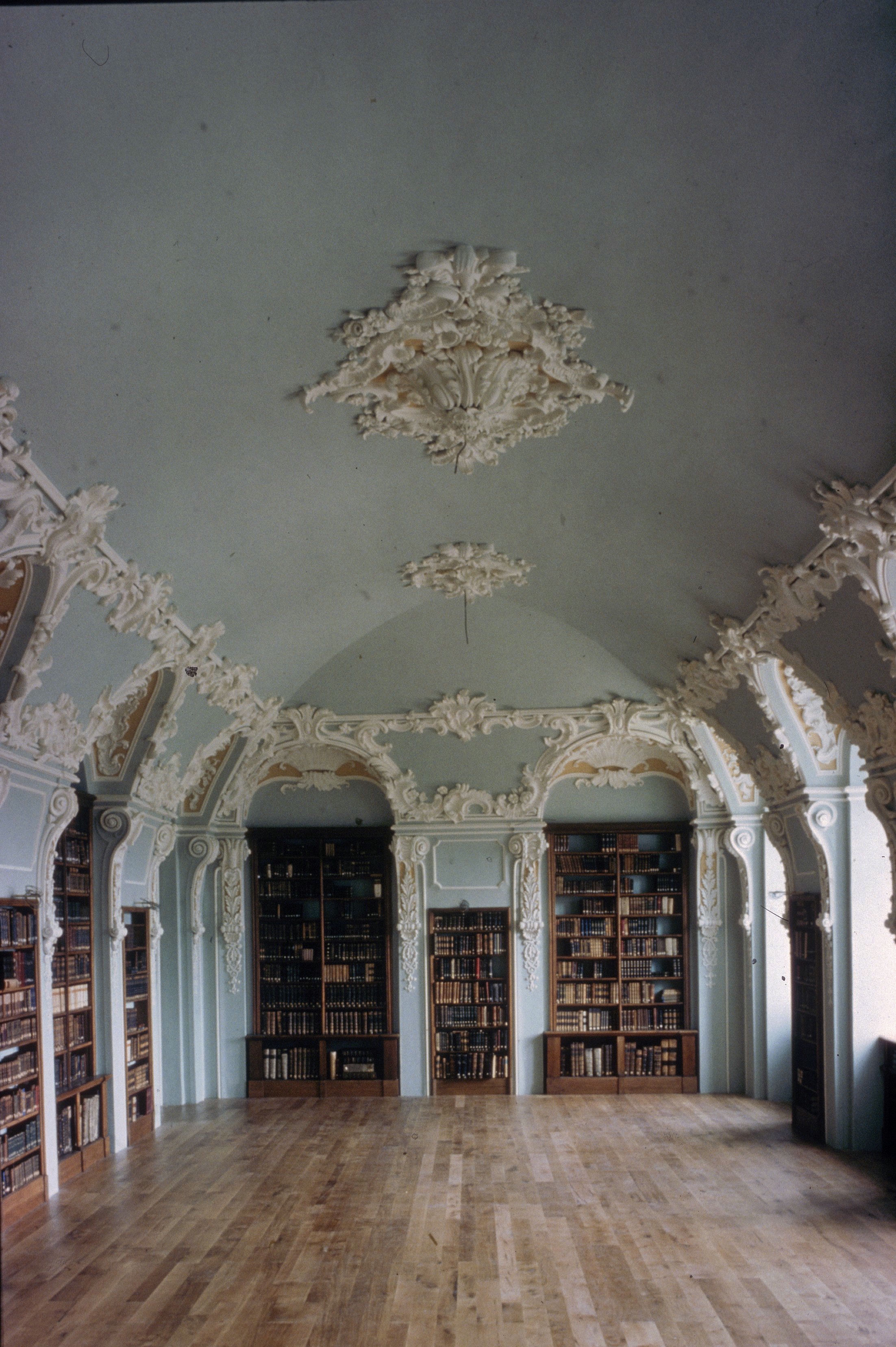
Bibliotheek Rolduc, Kerkrade, 1753
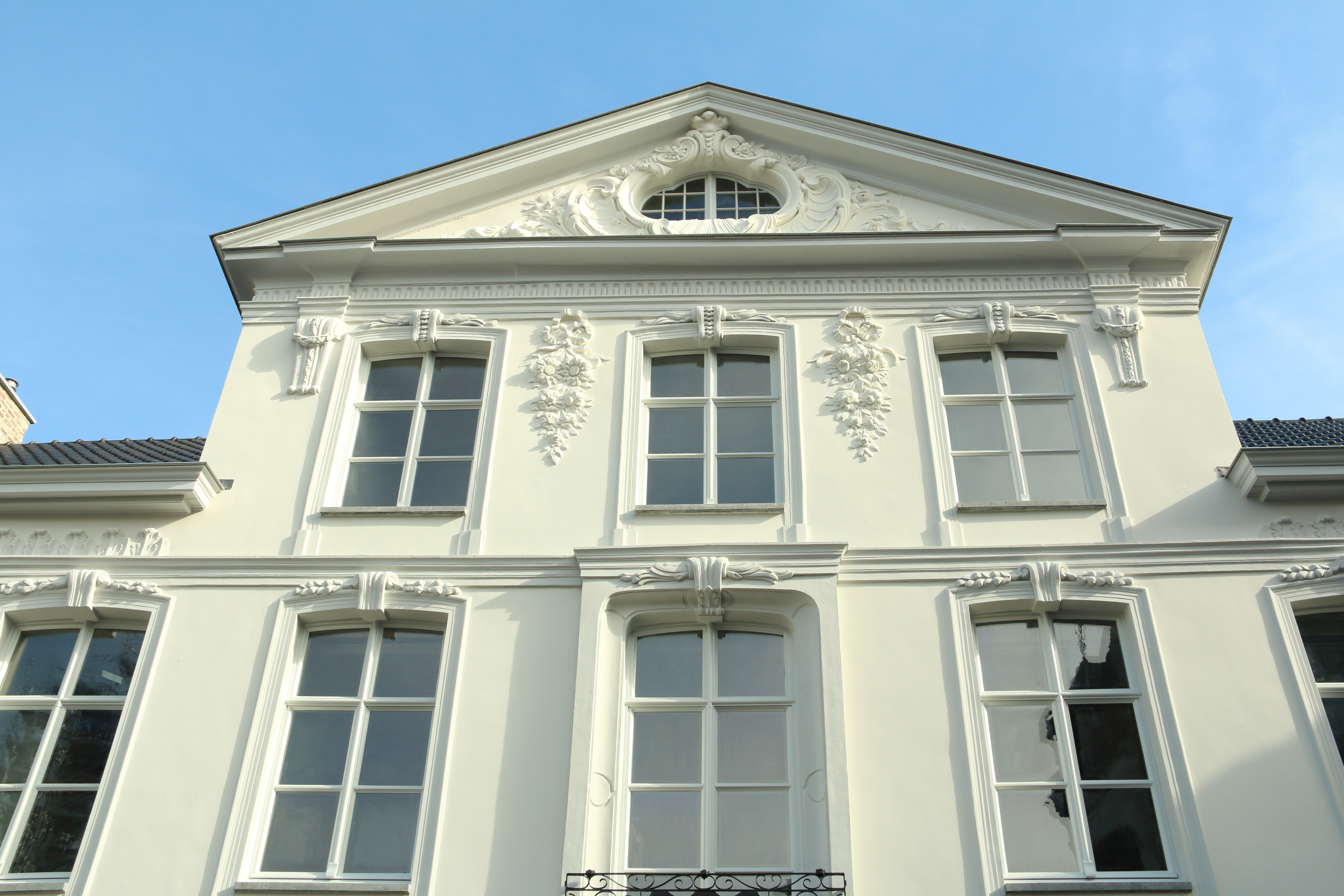
Huis De Katholieke Kring, Zottegem, rond 1745

### Duitsland en Oostenrijk

#### Duitsland
De kerk van Vierzehnheiligen (Beieren) van Balthasar Neumann combineert gecompliceerde ruimtewerking en rijke ornamentiek. Het kerkinterieur bestaat uit in elkaar gevlochten ovalen; het interieur tintelt van plantenmotieven, vruchten, schelpen, asymmetrische krullen en guirlandes. De abdijkerken van Ottobeuren (Beieren) en Zwiefalten (Baden-Württemberg) zijn beide uitbundig gestuct door leden van de familie Feuchtmayer. De Bedevaartskerk van Wies in Zuid-Duitsland van Dominikus Zimmerman gaat nog een stapje verder in de rococo-euforie. De gebroeders Asam ontwierpen onder andere de Asamkerk in München en diverse andere kerken en kloosters in Beieren en Oostenrijk. In München staat ook het grote Slot Nymphenburg dat eveneens rococo-elementen bevat.

#### Oostenrijk
Het klooster van Melk (1702-1739), gebouwd door Jakob Prandtauer op een heuveltop langs de Donau, doet nog sterk aan barok denken, maar het interieur is beslist rococo. Langs de Donau bevinden zich nog twee vermeldenswaardige abdijkerken waarin de rococo overvloedig en nadrukkelijk aanwezig is: de Stift Engelszell en de Stift Wilhering. In Wenen bouwde Johann Lukas von Hildebrandt voor prins Eugenius van Savoye het Slot Belvedere, dat kon wedijveren met de keizerlijke paleizen van de Habsburgers. In het zuiden van Duitsland werd de rococostijl door Italiaanse architecten en stucwerkers geïntroduceerd, maar het was een Zuid-Nederlander (François de Cuvilliés) die er als buitenlander de grootste triomfen vierde. Het Cuvilliés-theater in de Residenz van München is een van de mooiste rococotheaters ter wereld. In het park van Slot Nymphenburg bouwde Cuvilliés het rococopaviljoen Amalienburg. Balthasar Neumann ontwierp de Residentie van Würzburg, waar de Italiaan Antonio Bossi de weißer Saal decoreerde. In de buurt van Stuttgart lieten de hertogen van Württemberg het Slot Ludwigsburg verrijzen, een van de indrukwekkendste barok- en rococopaleizen van Duitsland. De Keulse keurvorst Clemens August I van Beieren bouwde in Brühl (nabij Bonn) de paleizen Augustusburg en Falkenlust, waarvoor hij beroemde architecten als François de Cuvilliés, Balthasar Neumann en Johann Conrad Schlaun inschakelde. In Potsdam ontwierp Georg Wenzeslaus von Knobelsdorff het lustslot Sanssouci voor de Pruisische koning Frederik de Grote, nadat hij eerder in Berlijn het Slot Charlottenburg had uitgebreid. In de Saksische hoofdstad Dresden bouwde Matthäus Daniel Pöppelmann in opdracht van keurvorst August de Sterke onder andere de Zwinger.

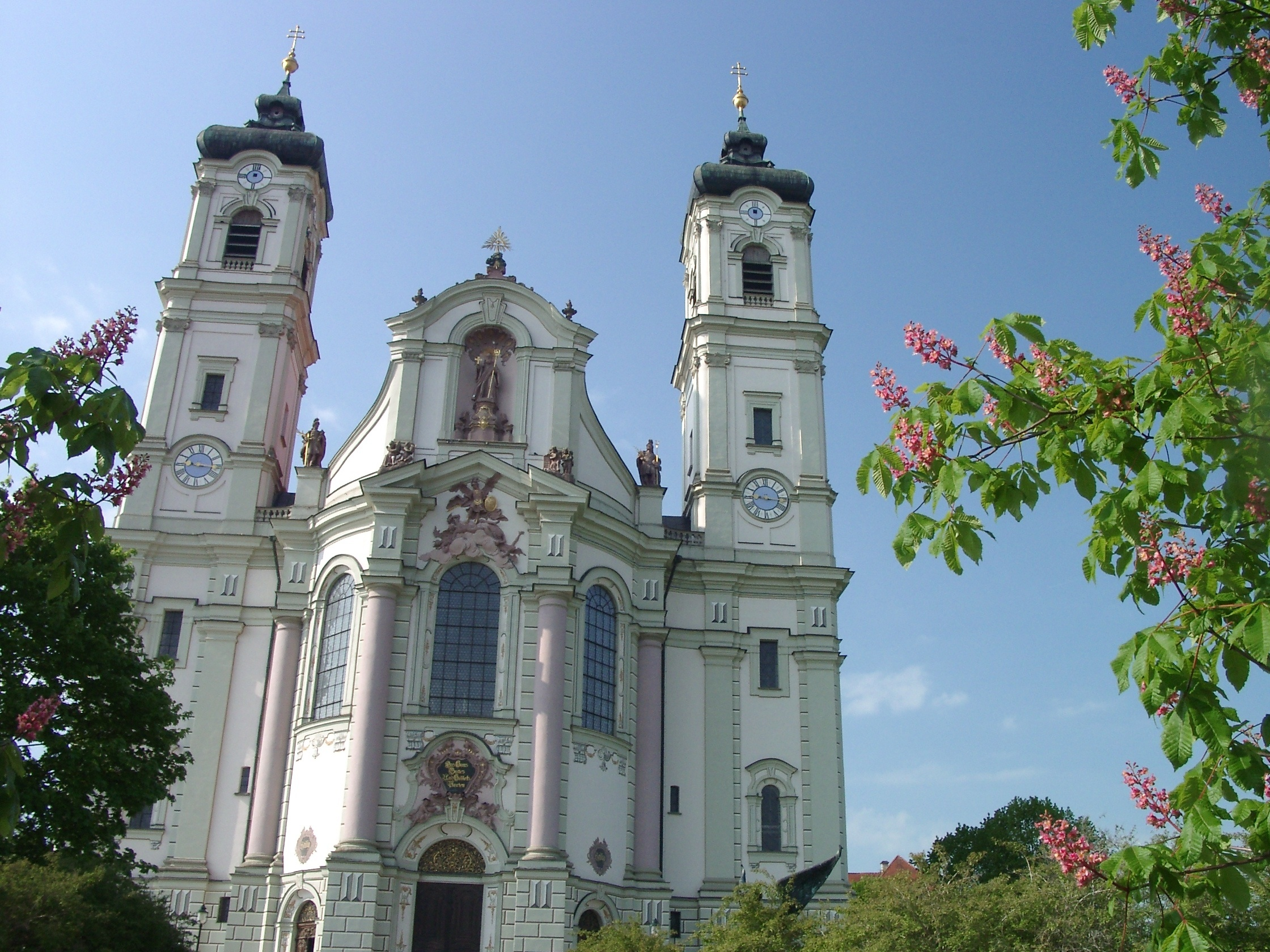
Basiliek van Ottobeuren, 1737-66
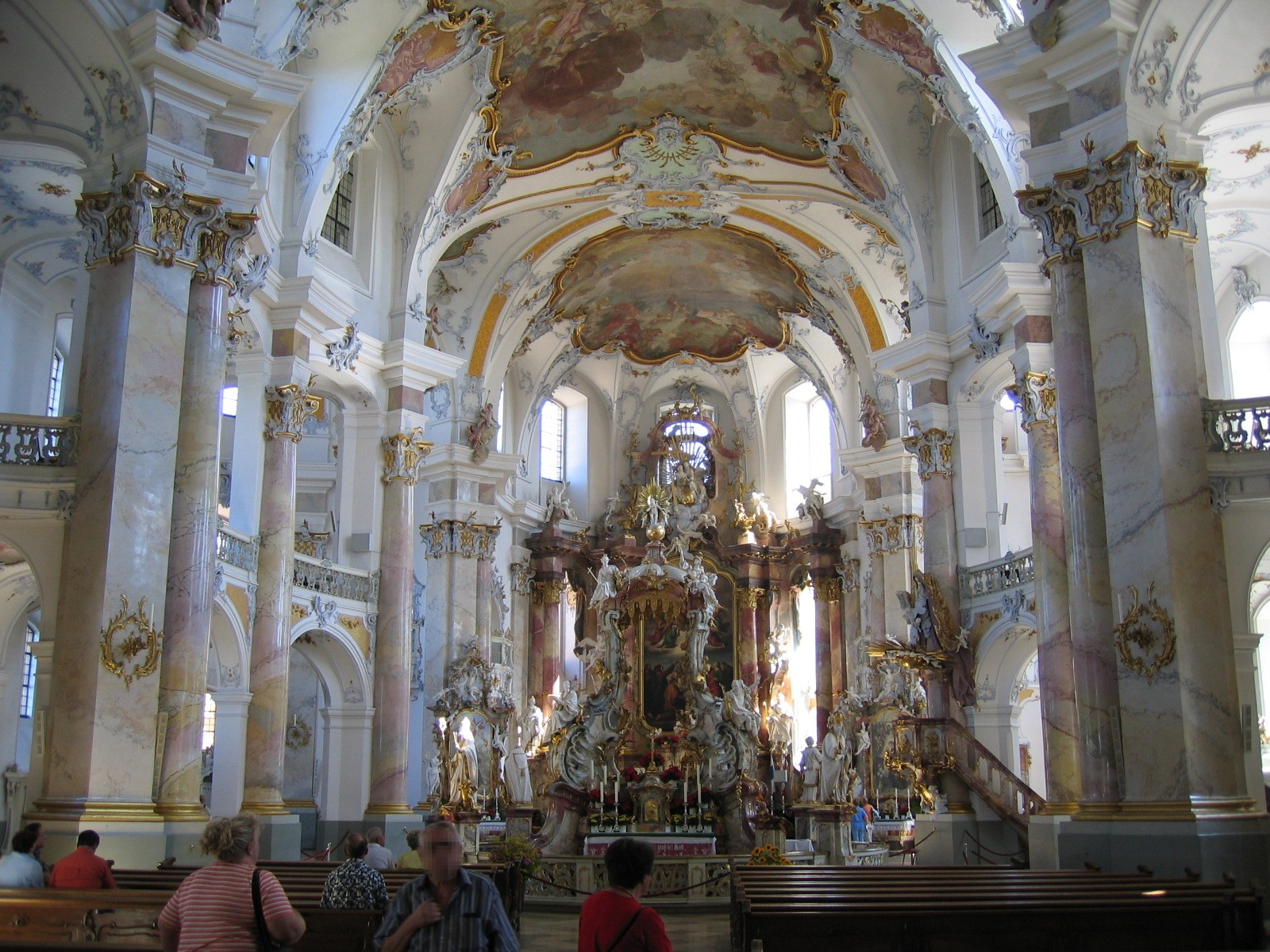
Kerk Vierzehnheiligen, 1744-1772
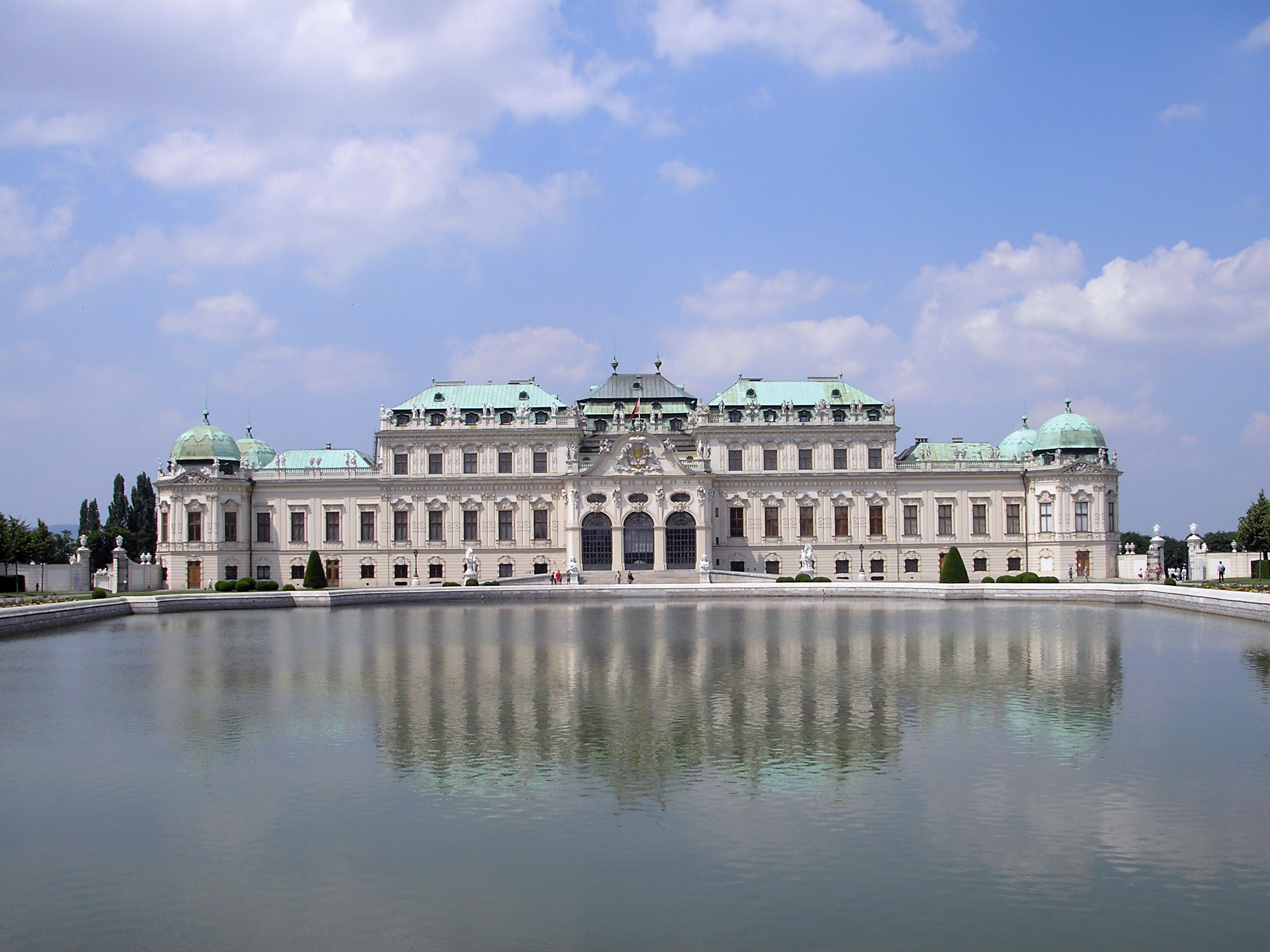
Oberes Belvedere, Wenen, 1722
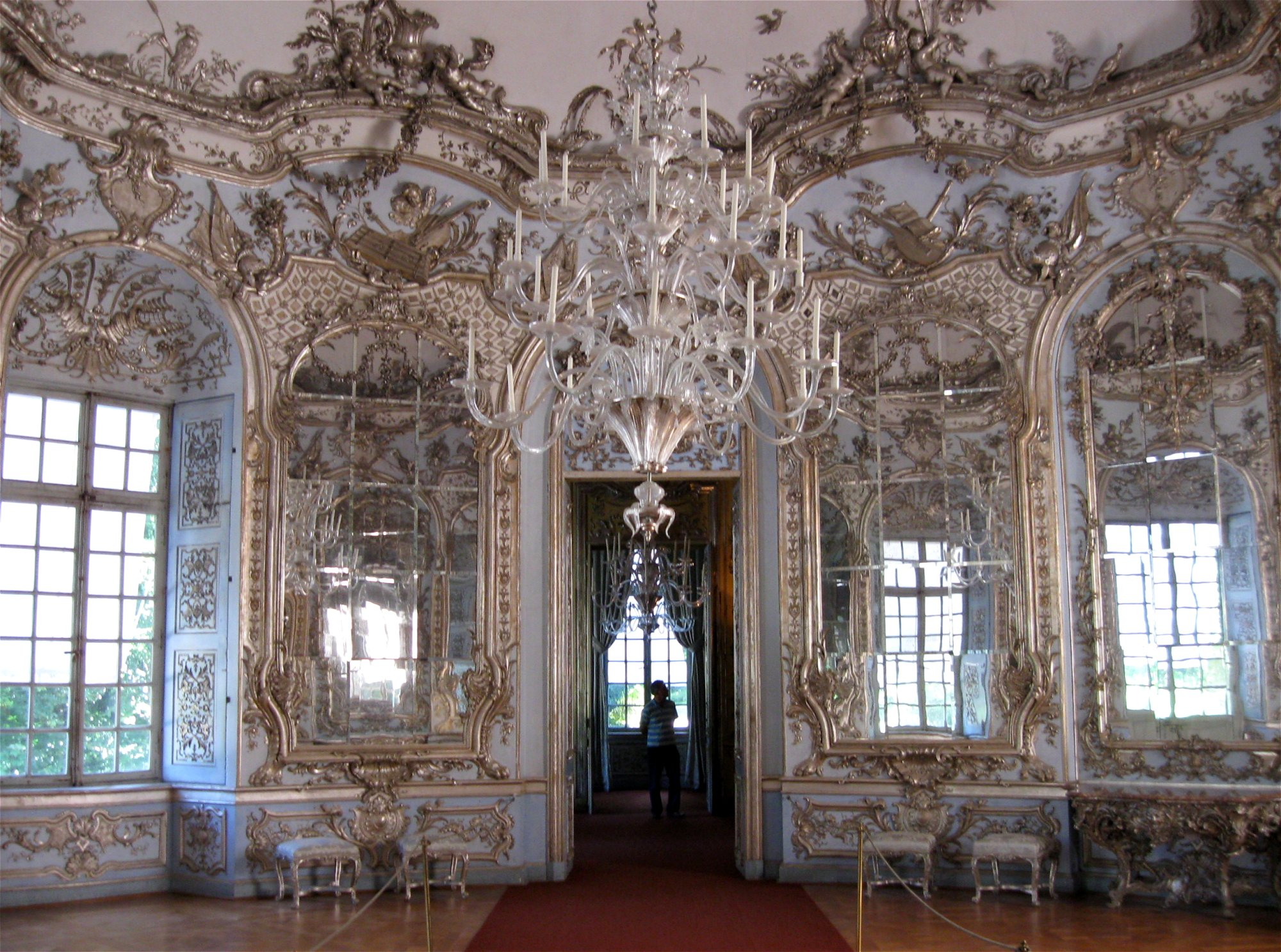
Amalienburg, München, 1734-39
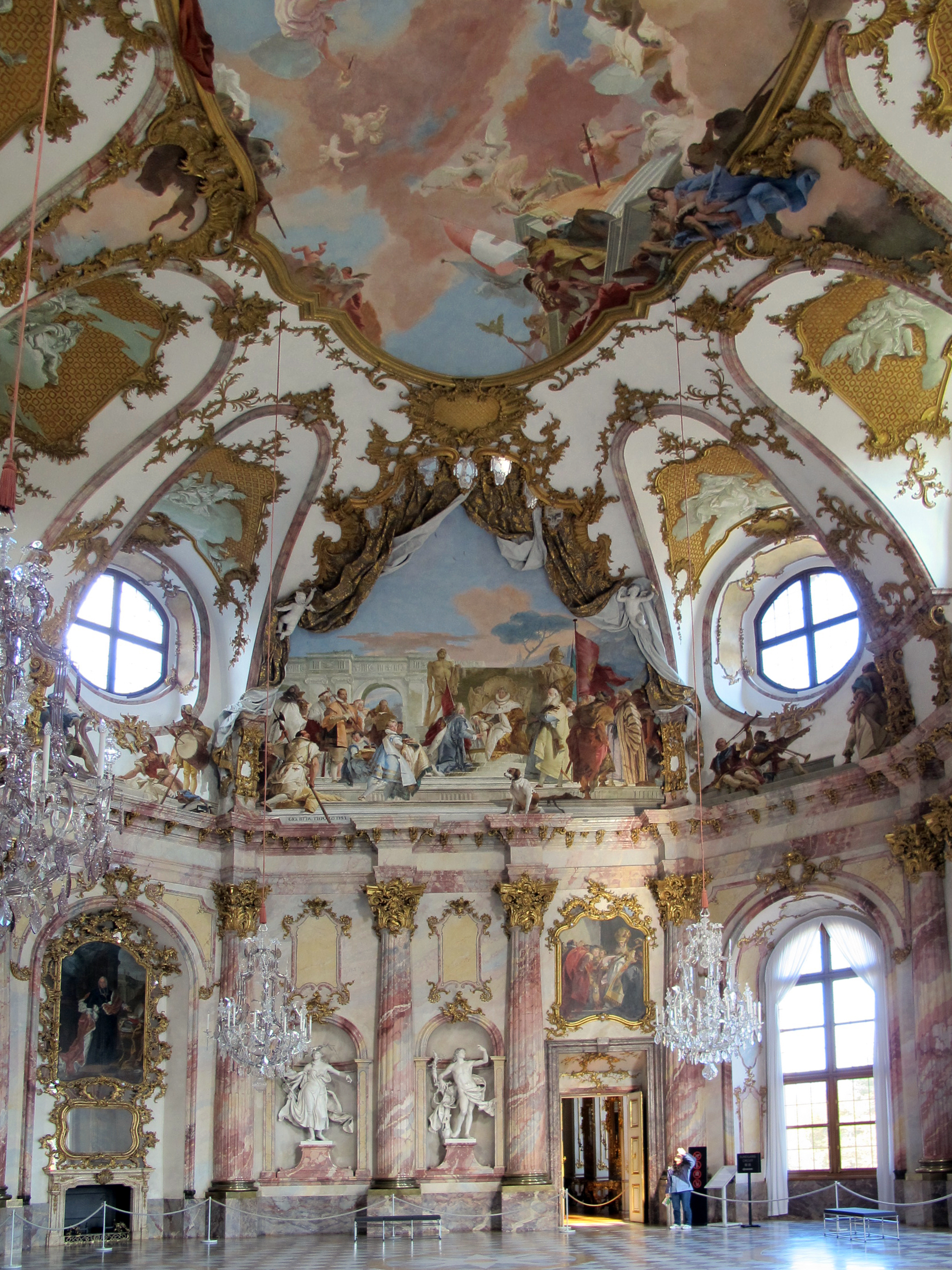
Interieur Residentiepaleis Würzburg, 1752-53
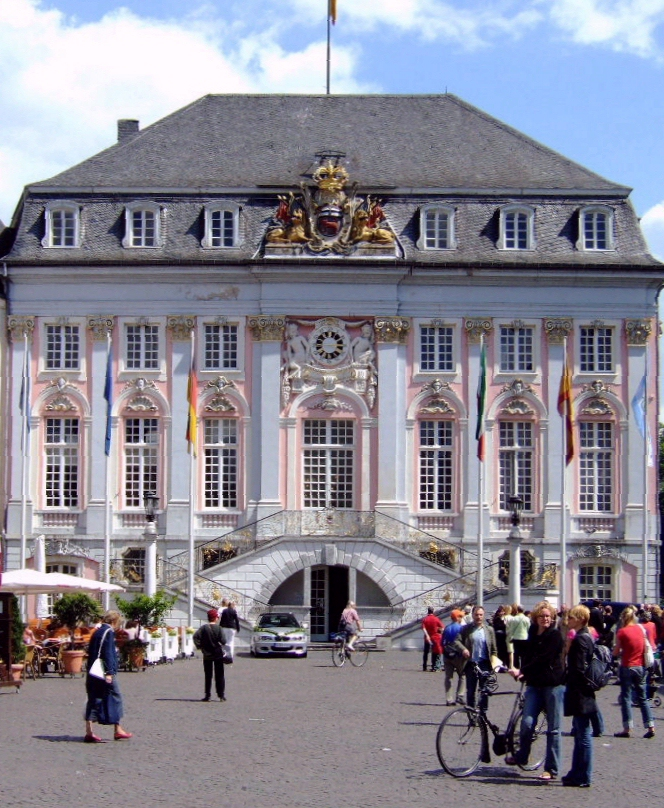
Stadhuis van Bonn, 1737-38
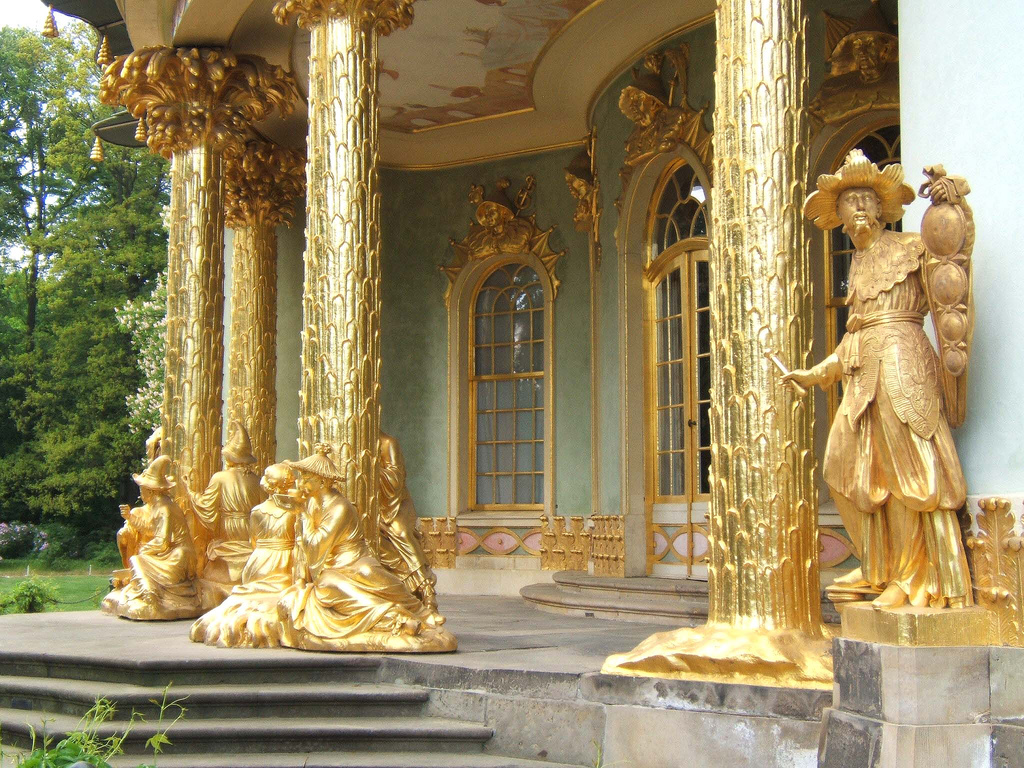
Sanssouci, Potsdam, 1755-64
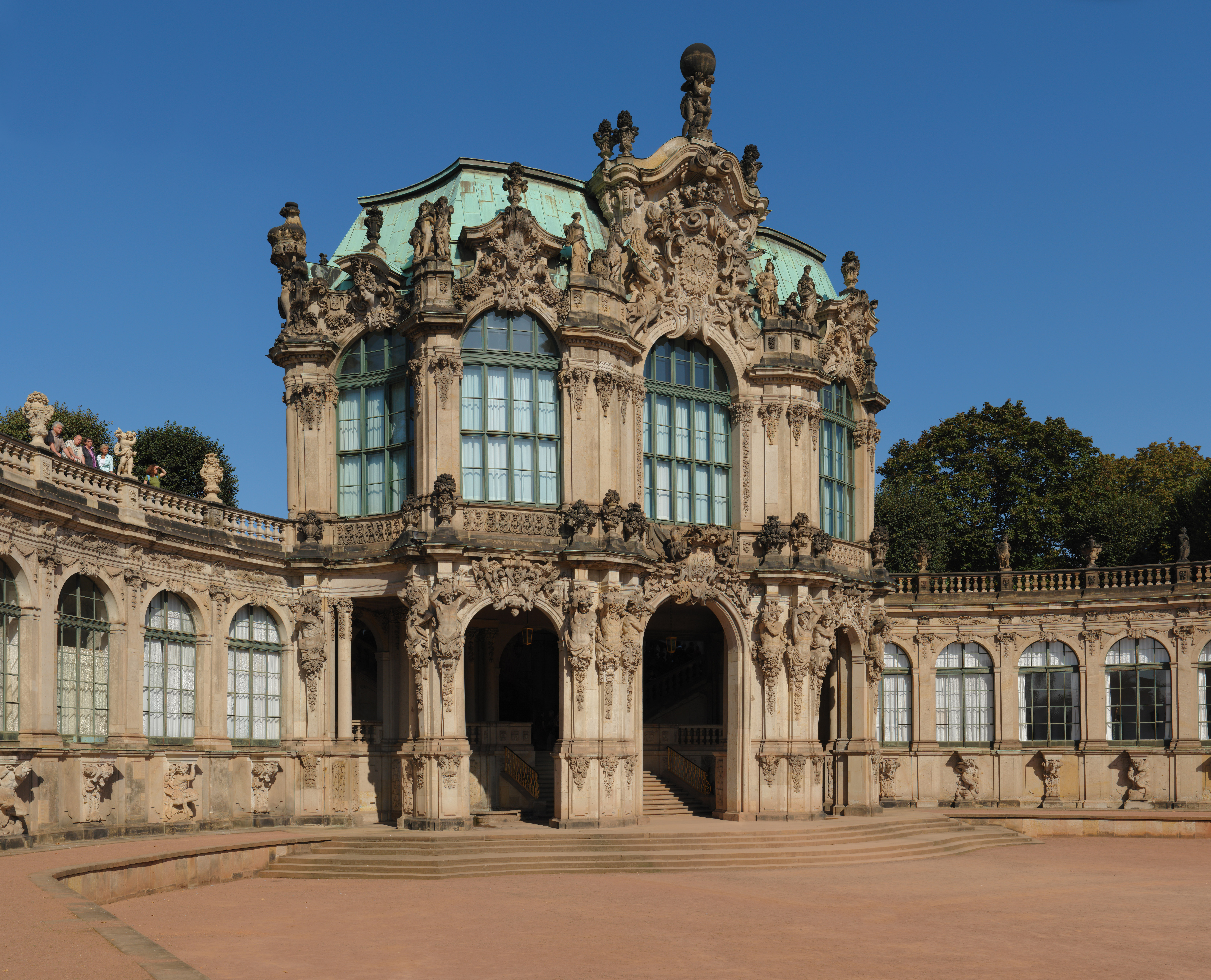
Zwinger, Dresden, 1709-28

### Midden- en Oost-Europa
De populariteit van de rococostijl in Duitsland en Oostenrijk breidde zich al spoedig uit naar de andere gebieden van de Habsburgse monarchie en het Pools-Litouwse Gemenebest. Praag kan beschouwd worden als de barok- en rococohoofdstad van Centraal-Europa, met een groot aantal uitbundig versierde kerken en paleizen. In Polen was Krakau een centrum van rococo-architectuur. De Russische tsarina Catherina I haalde de Italiaan Bartolomeo Rastrelli naar Sint-Petersburg, die er diverse rococo-paleizen bouwde (onder andere het Paleizencomplex in Peterhof en het Catharinapaleis in Tsarskoje Selo).

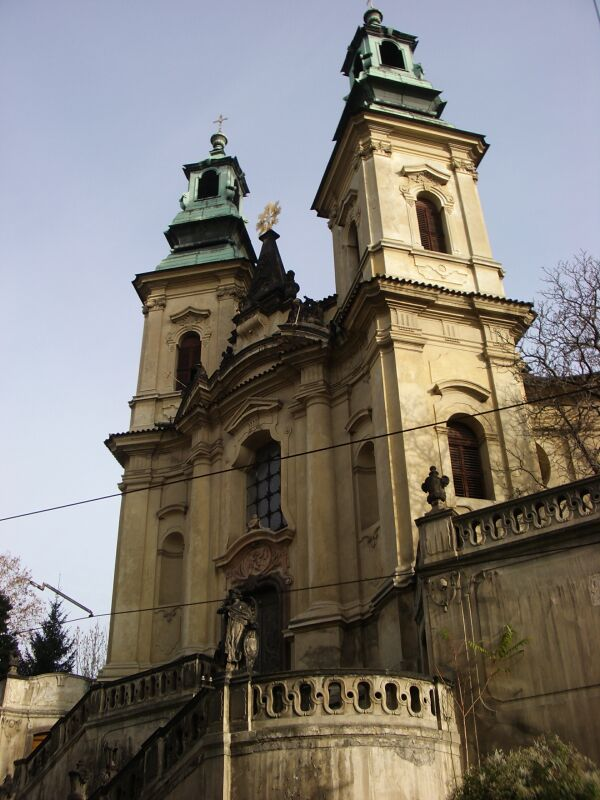
Johannes-Nepomukkerk, Praag, 1730-39
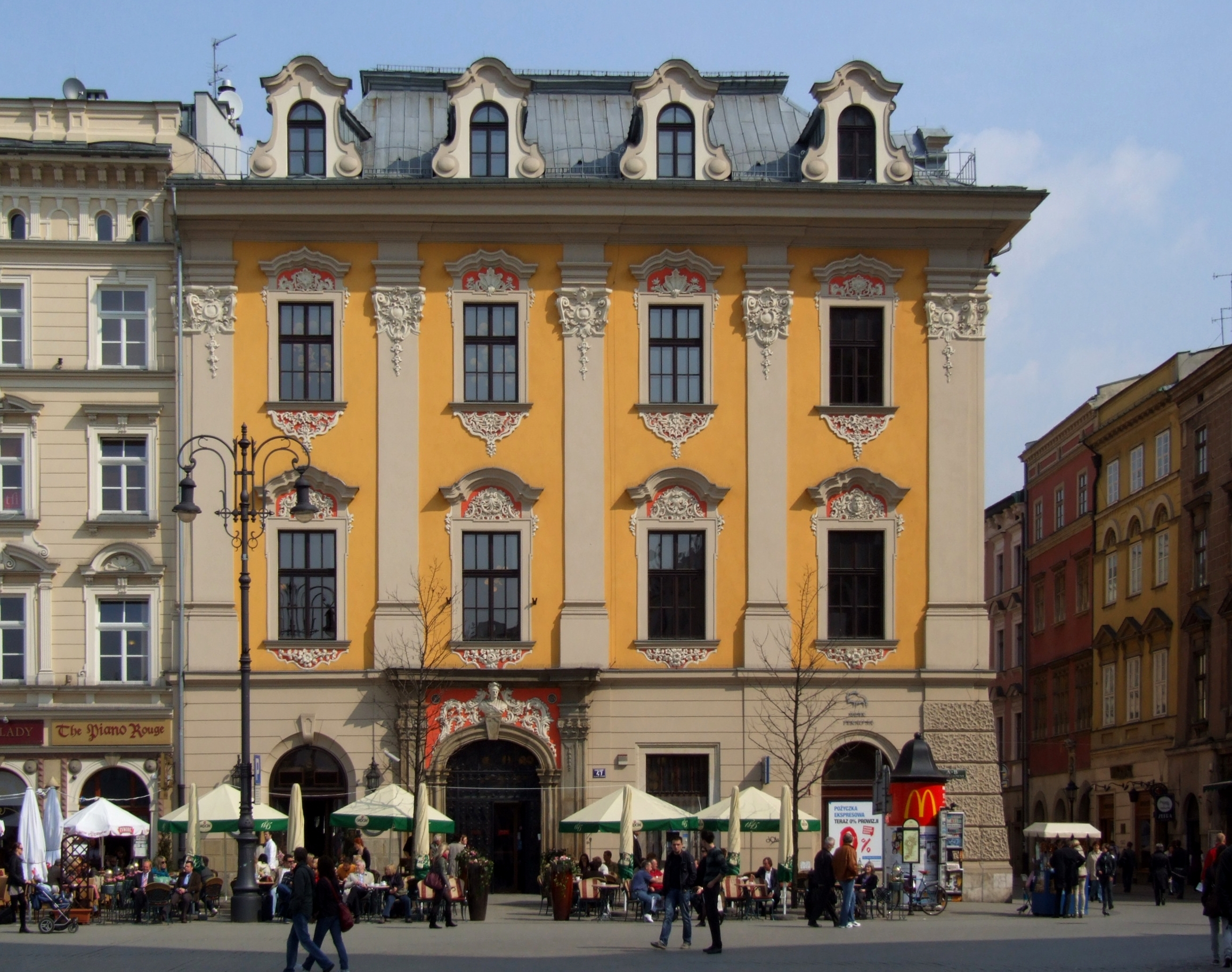
Mennica Huis, Krakau, 18e eeuw
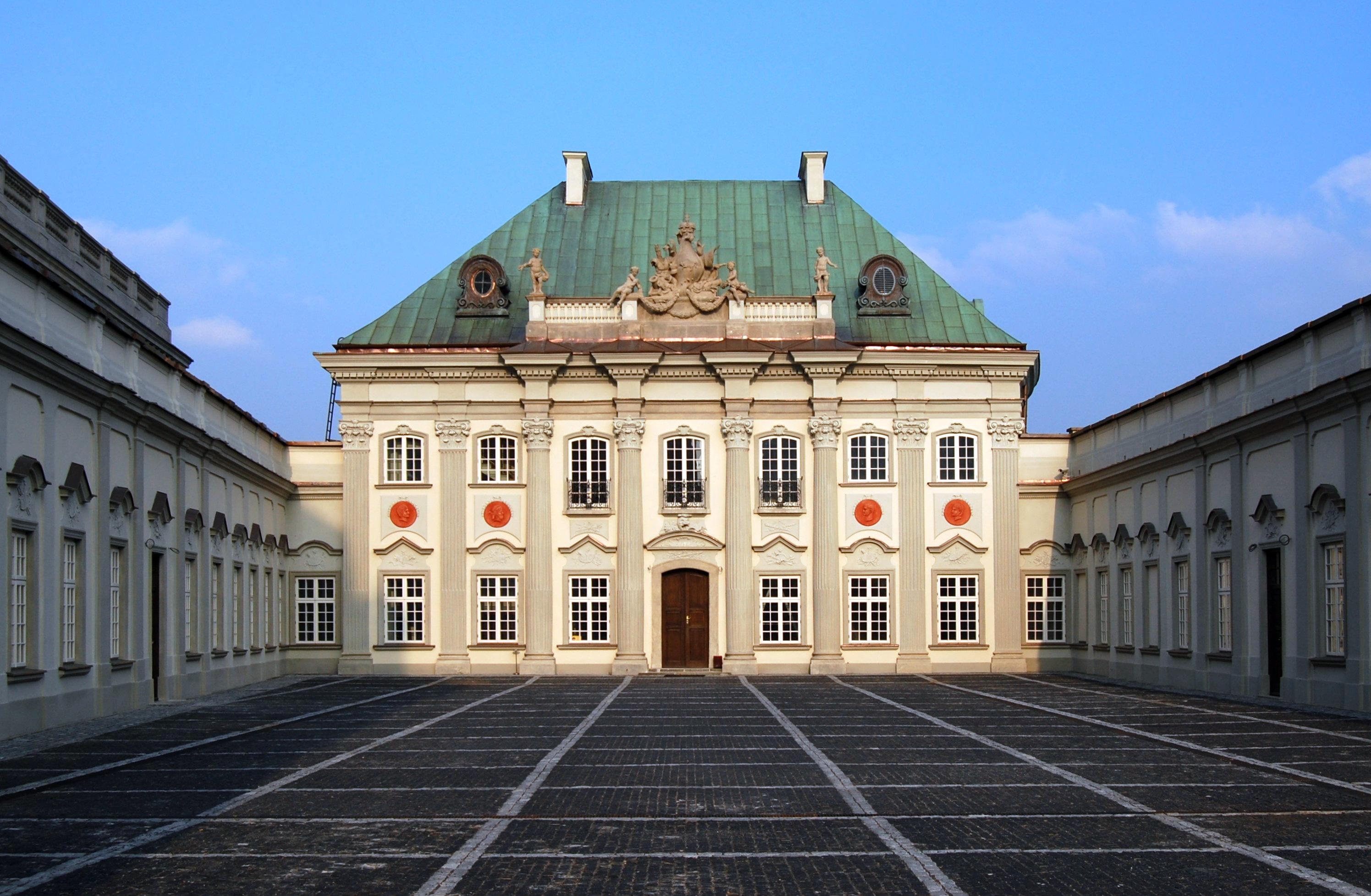
Paleis-met-het-koperen-dak, Warschau, 1720
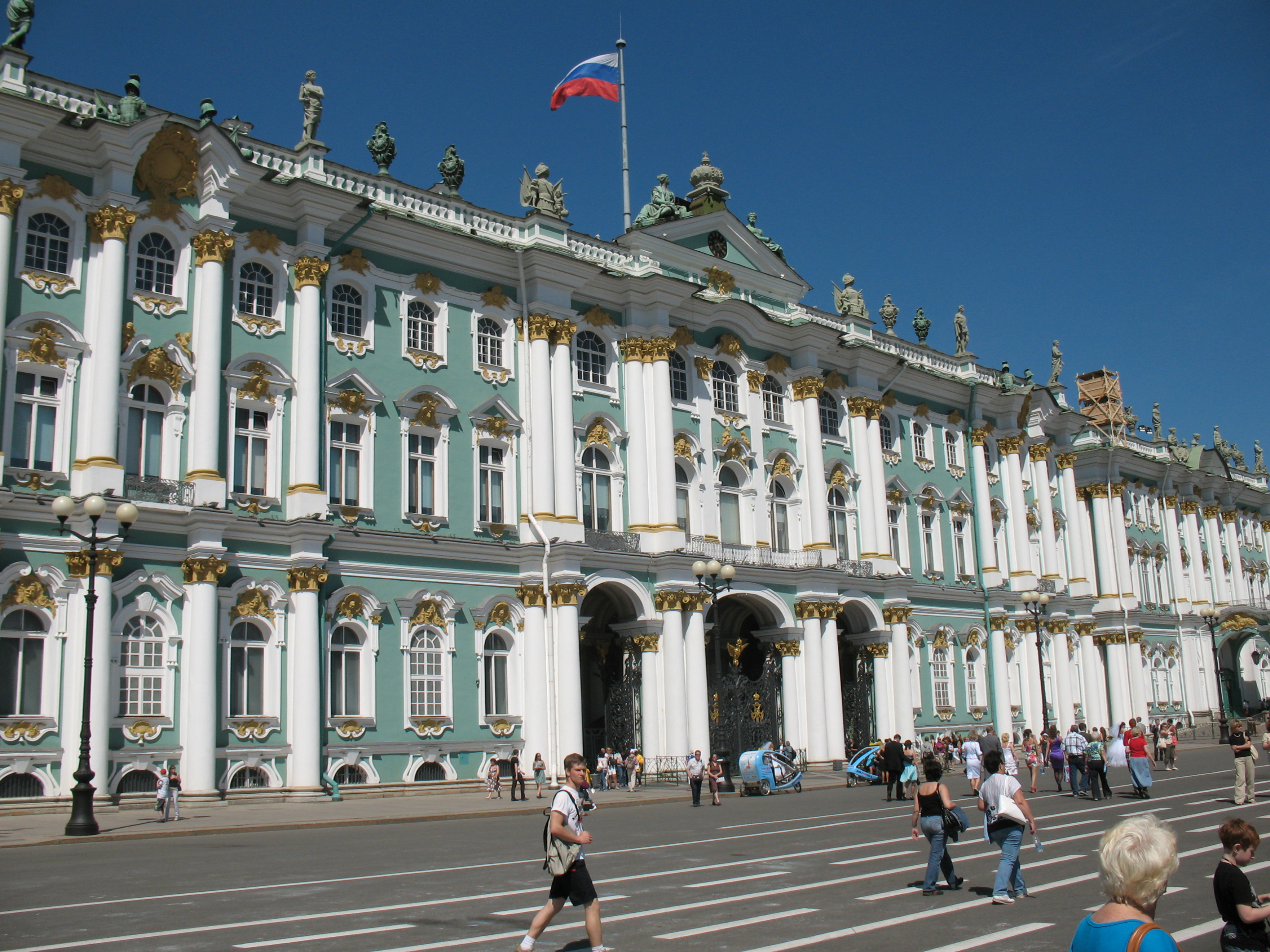
Winterpaleis, Sint-Petersburg, 1754-62
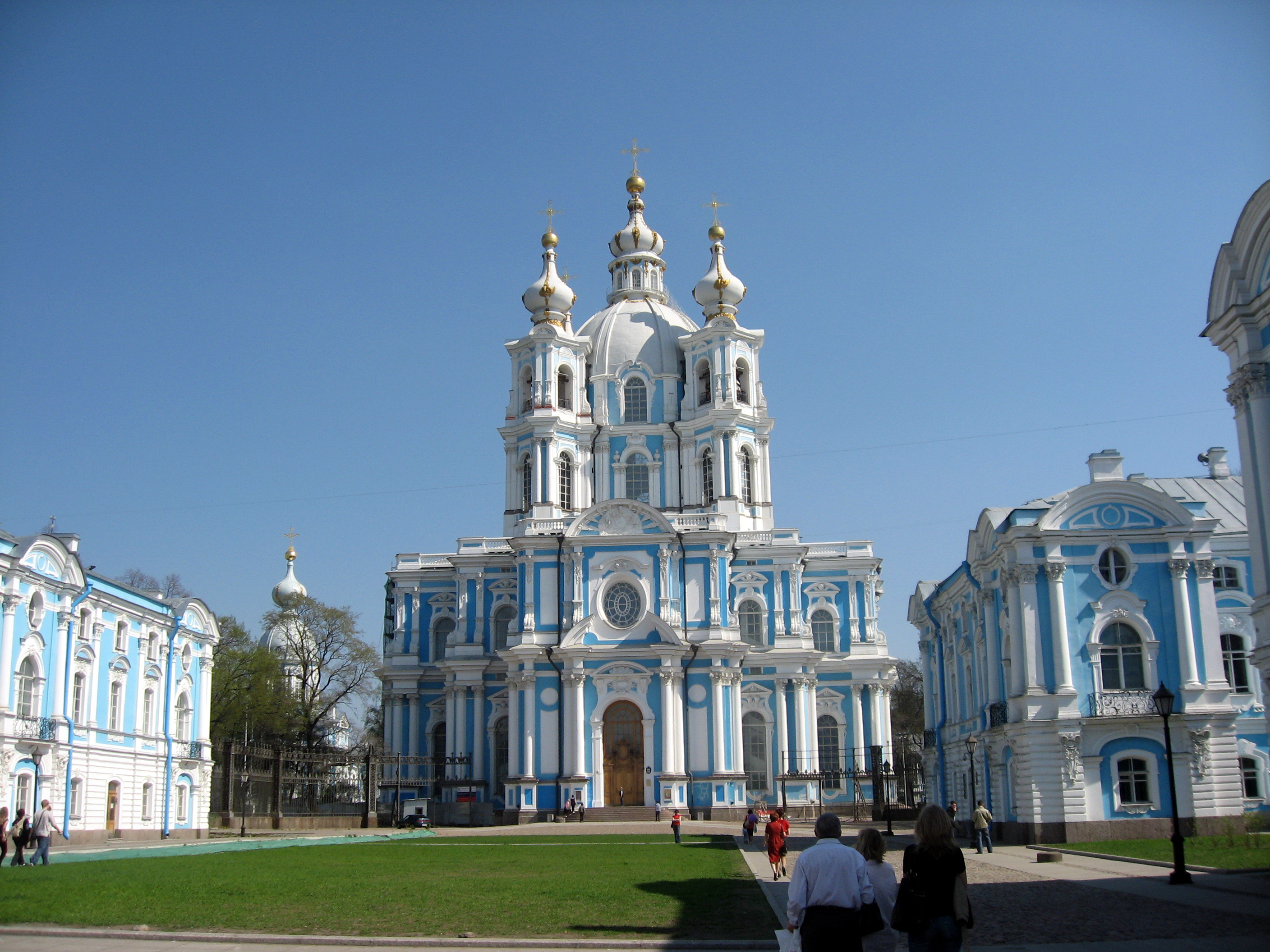
Smolnykathedraal, 1748-64
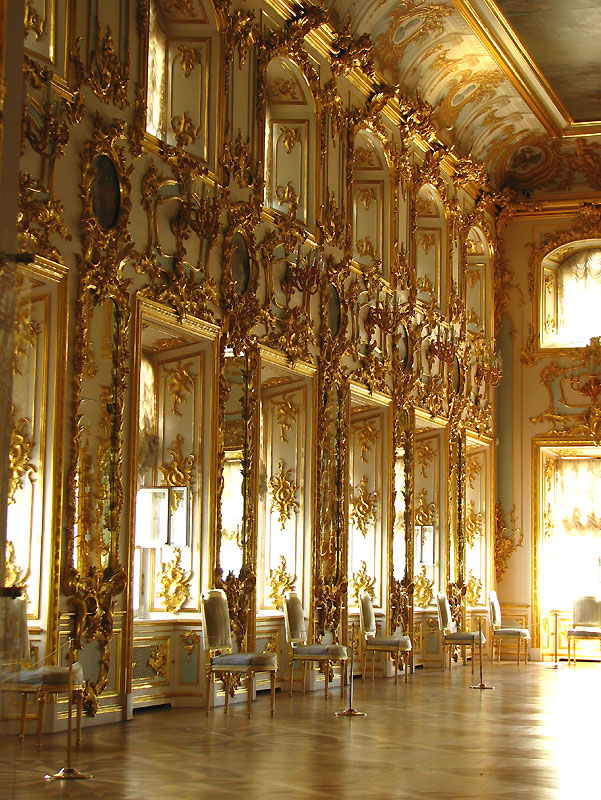
Interieur Peterhofpaleis, 1745-55
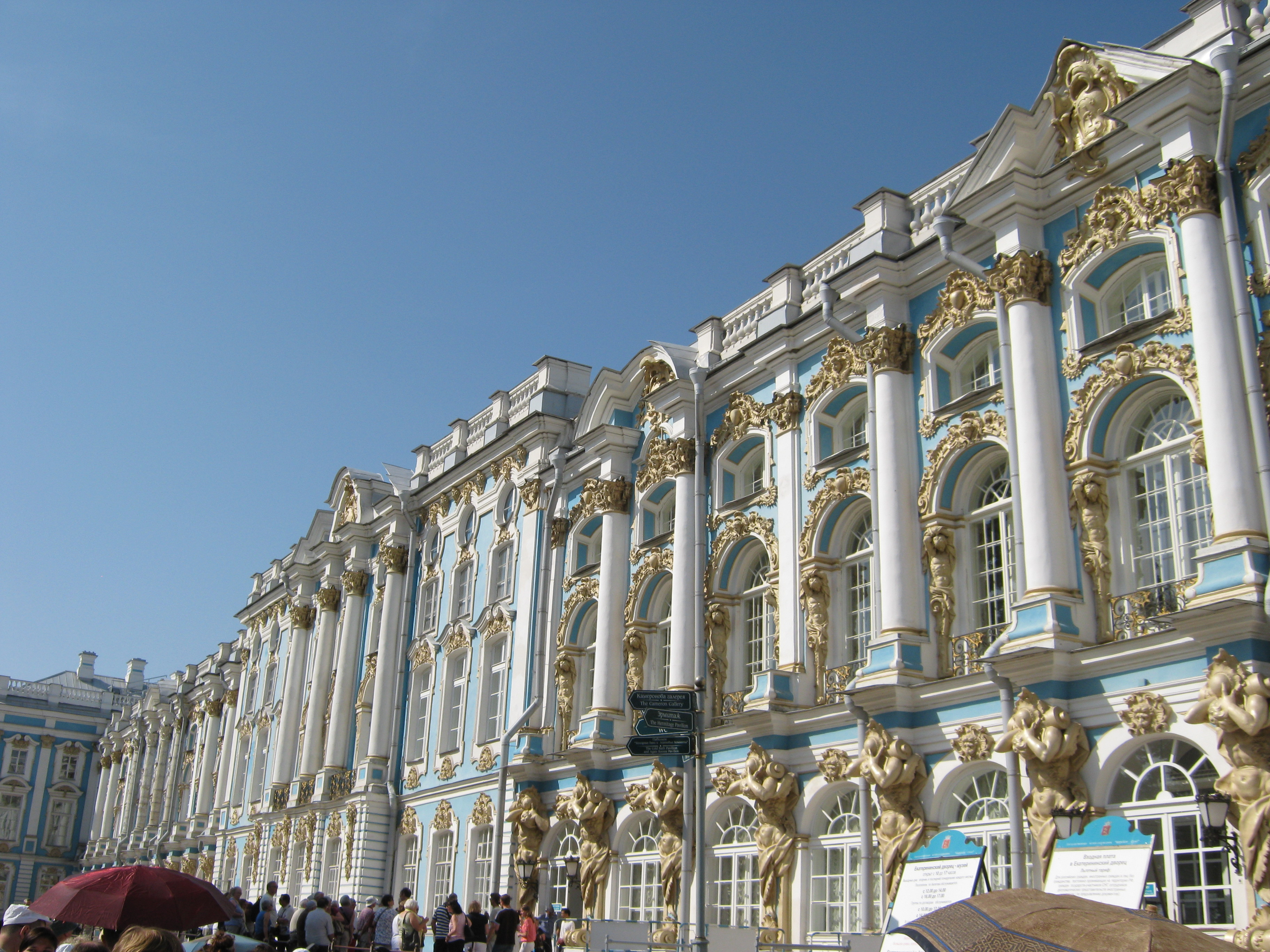
Catharinapaleis, Tsarskoje Selo, 1744-49
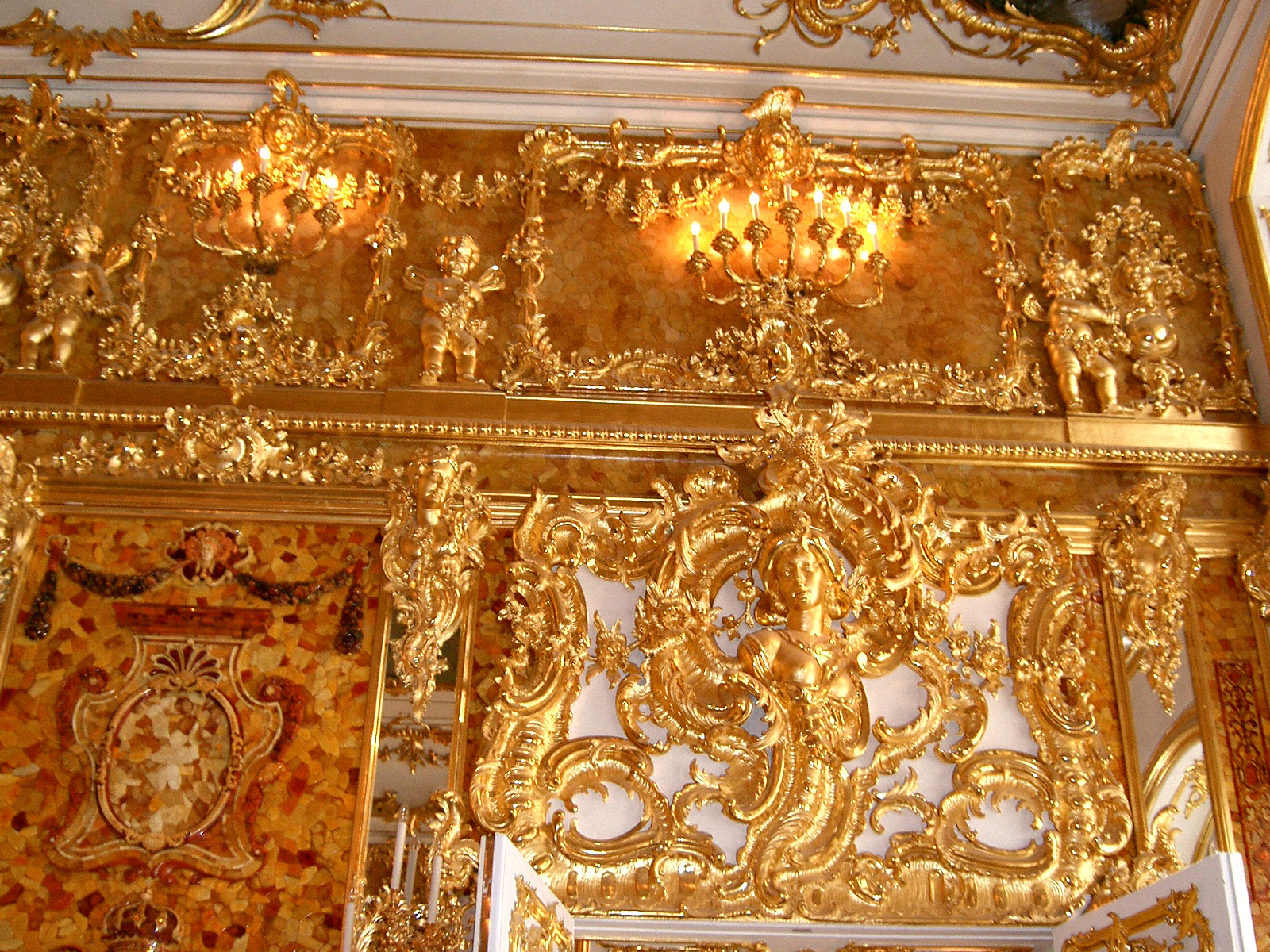
Interieur Catharinapaleis

## Toegepaste kunst
In de toegepaste kunsten valt de rococotijd min of meer samen met de Lodewijk XV-stijl. Kenmerkend voor de stijl is de nadruk op elegantie, luchtigheid en het lieflijke karakter der dingen. Monumentaliteit wordt vervangen door lossere vormen, vrolijkheid en frivoliteit; de onderwerpen worden minder ernstig. Dit valt samen met het minder streng worden van de sociale en morele codes in de samenleving. Wat betreft de decoratievormen zet, naast de eerdergenoemde asymmetrie, de 'bewegende lijn' van de barok zich voort, maar deze wordt thans nog zwieriger. In de interieurkunst en de mode overheersen zachte tinten, zoals zachtgeel, roze, mintgroen en andere pastelkleuren. Het interieur wordt nog rijkelijker voorzien van verfijnd stucwerk, waarbij naast pasteltinten ook veel gebruik wordt gemaakt van wit en goud. Architectuur, stucwerk, schilderingen en meubilering vormen één geheel.

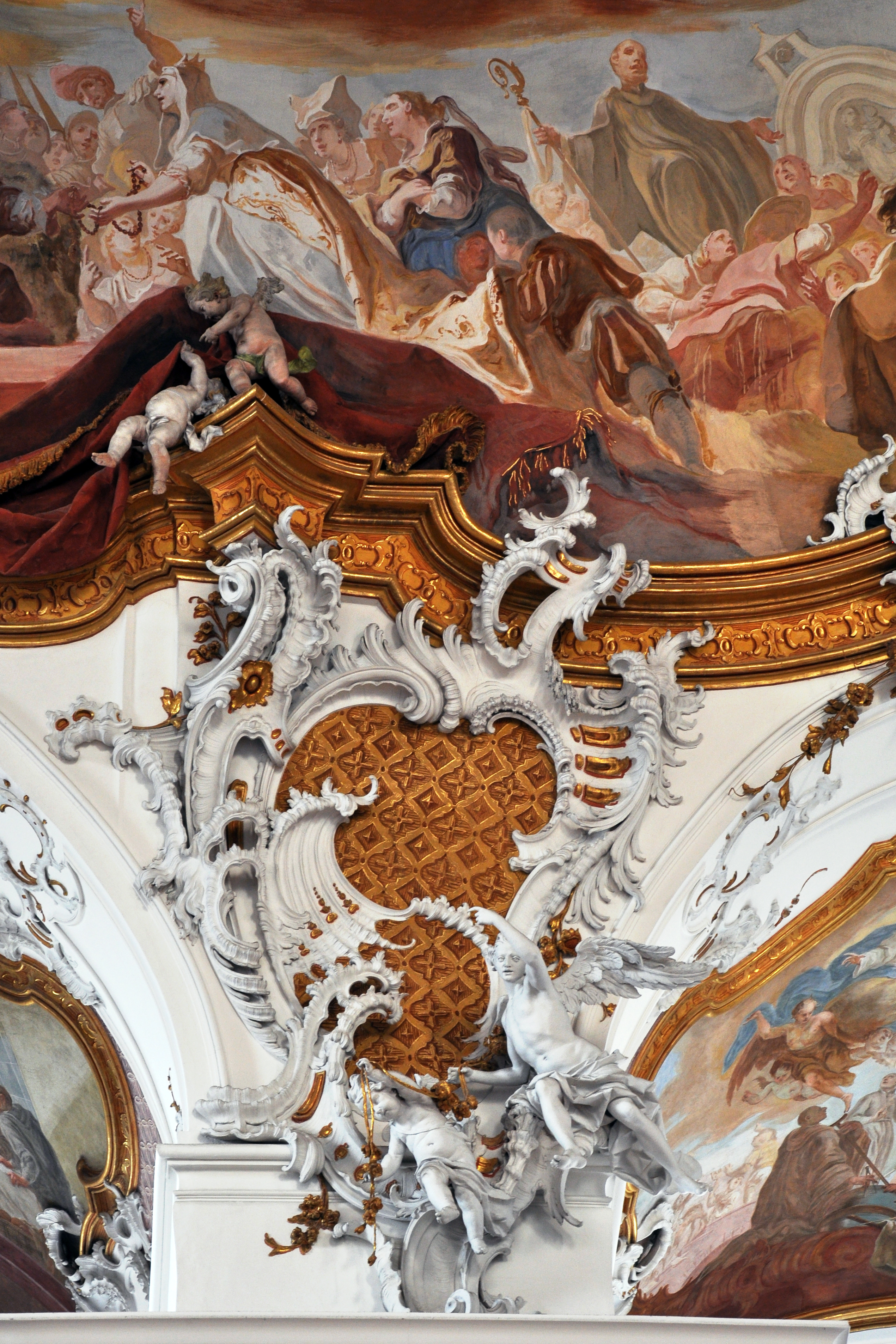
Geïntegreerd snij-, stuc- en schilderwerk, ca.1750
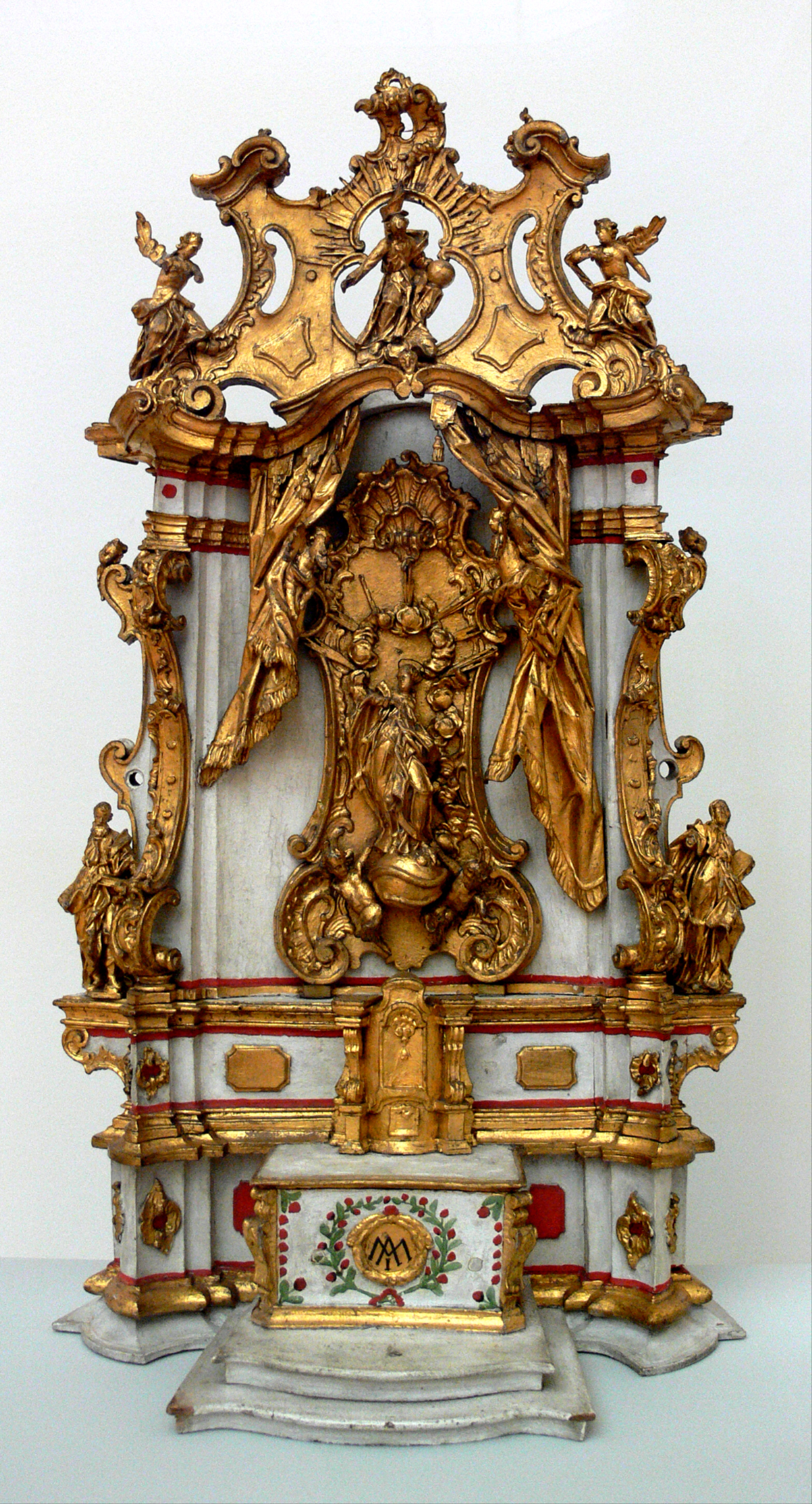
Model voor rococo-altaar, ca.1760
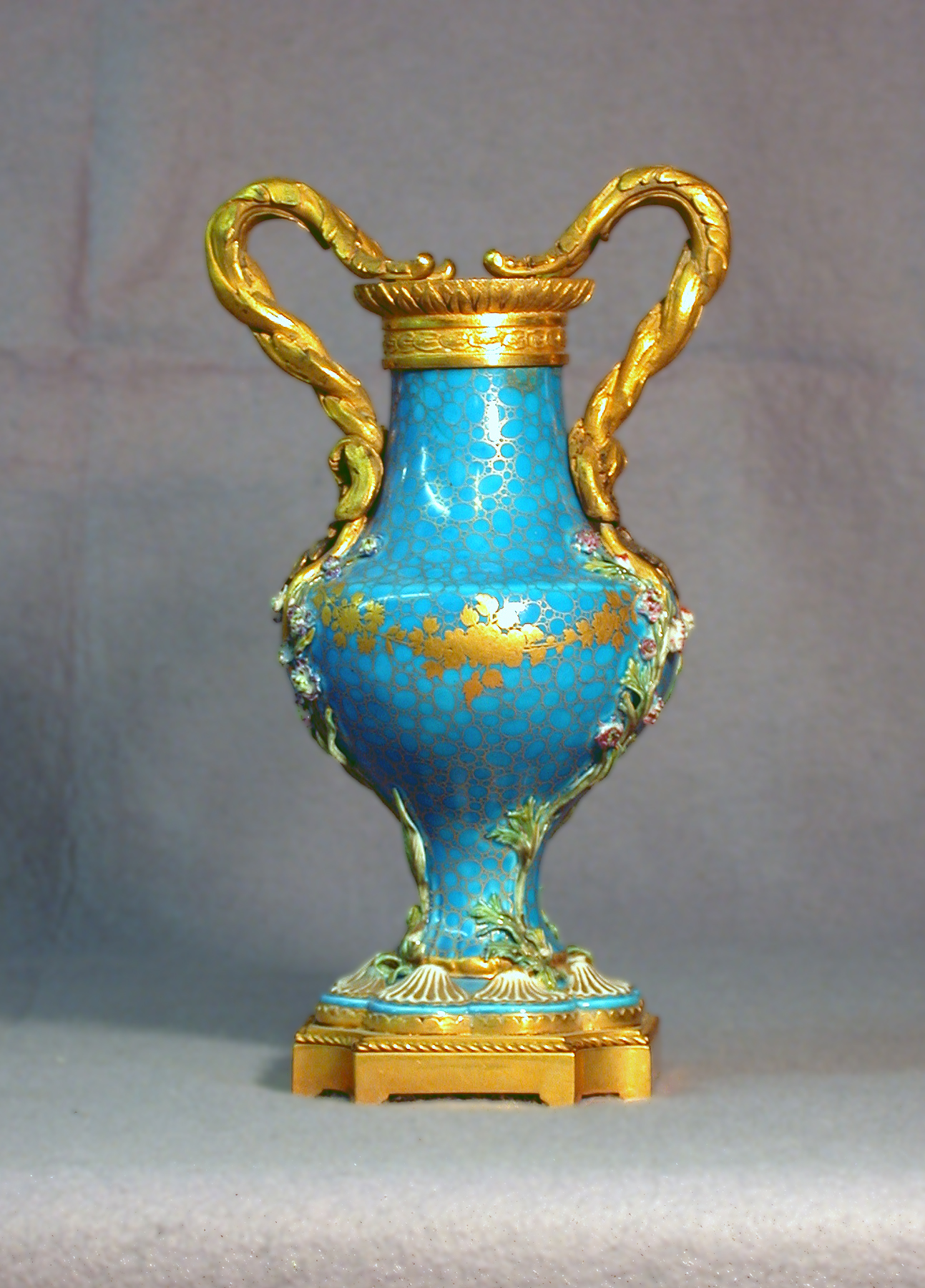
Sèvres vaas, 1755
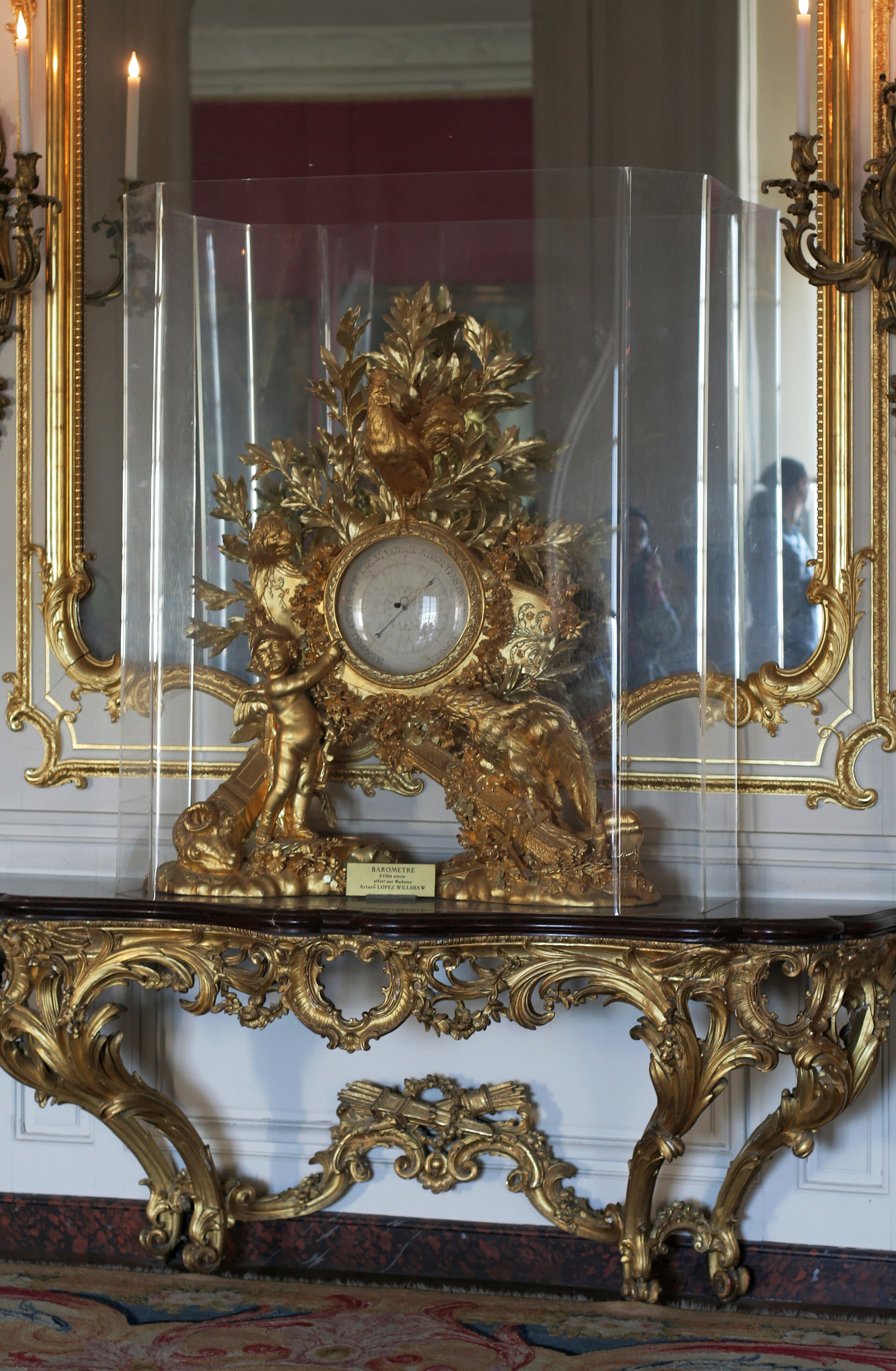
Barometer, Versailles, 1774
Predikantslezenaar in rococostijl uit 1766

## Neorococo

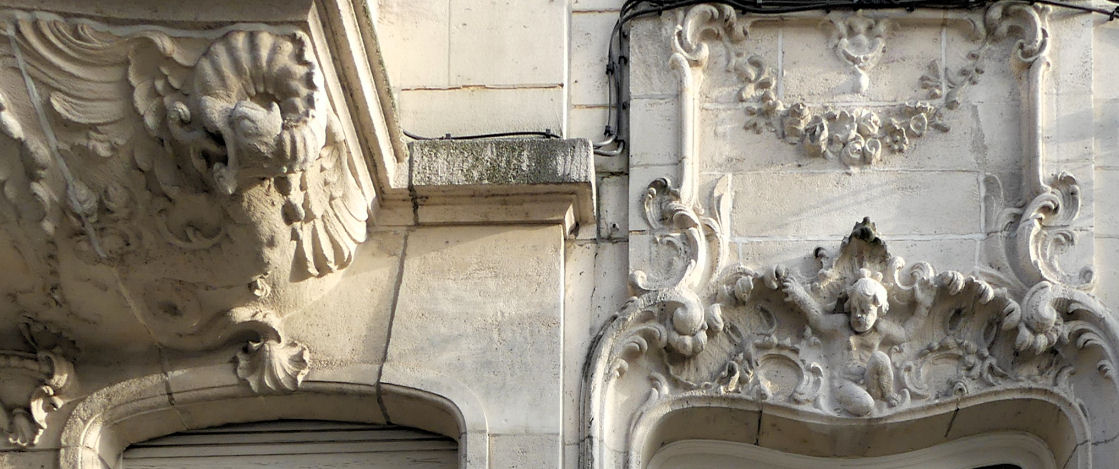
Ornamenten in een gevel, ontwerp uit 1908 van architect Jacques De Weerdt, Antwerpen.

Eind 19e eeuw was er vernieuwde belangstelling voor deze ornamentiek in de gevelarchitectuur. In Antwerpen werden verschillende gevels van herenhuizen versierd in deze stijl, waarbij de rocaille-ornamenten in natuursteen werden gebeiteld.

## Muziek
In de geschiedenis van de klassieke muziek verstaat men onder rococo de stijl die zich rond 1740 ontwikkelde uit de barokmuziek, meestal aangeduid als style galante. Wordt de rococostijl in de plastische kunsten beschouwd als een uitloper van de barokkunst, in de muziek wordt de stijl eerder als een inleiding op het classicisme gezien. Rococo muziek kenmerkt zich door o.a. intieme kamermuziek zoals het strijkkwartet, de sonate en het pianotrio met uiterst verfijnde versieringsvormen. Ook de symfonie kwam tot grote bloei, Haydn componeerde er 104 en Mozart ruim 41. De grote namen die deze galante stijl vertegenwoordigden zijn dan ook Franz Joseph Haydn en Wolfgang Amadeus Mozart die de overgang naar het classicisme in de muziek markeerden.